# Museum voor Schone Kunsten (Gent)

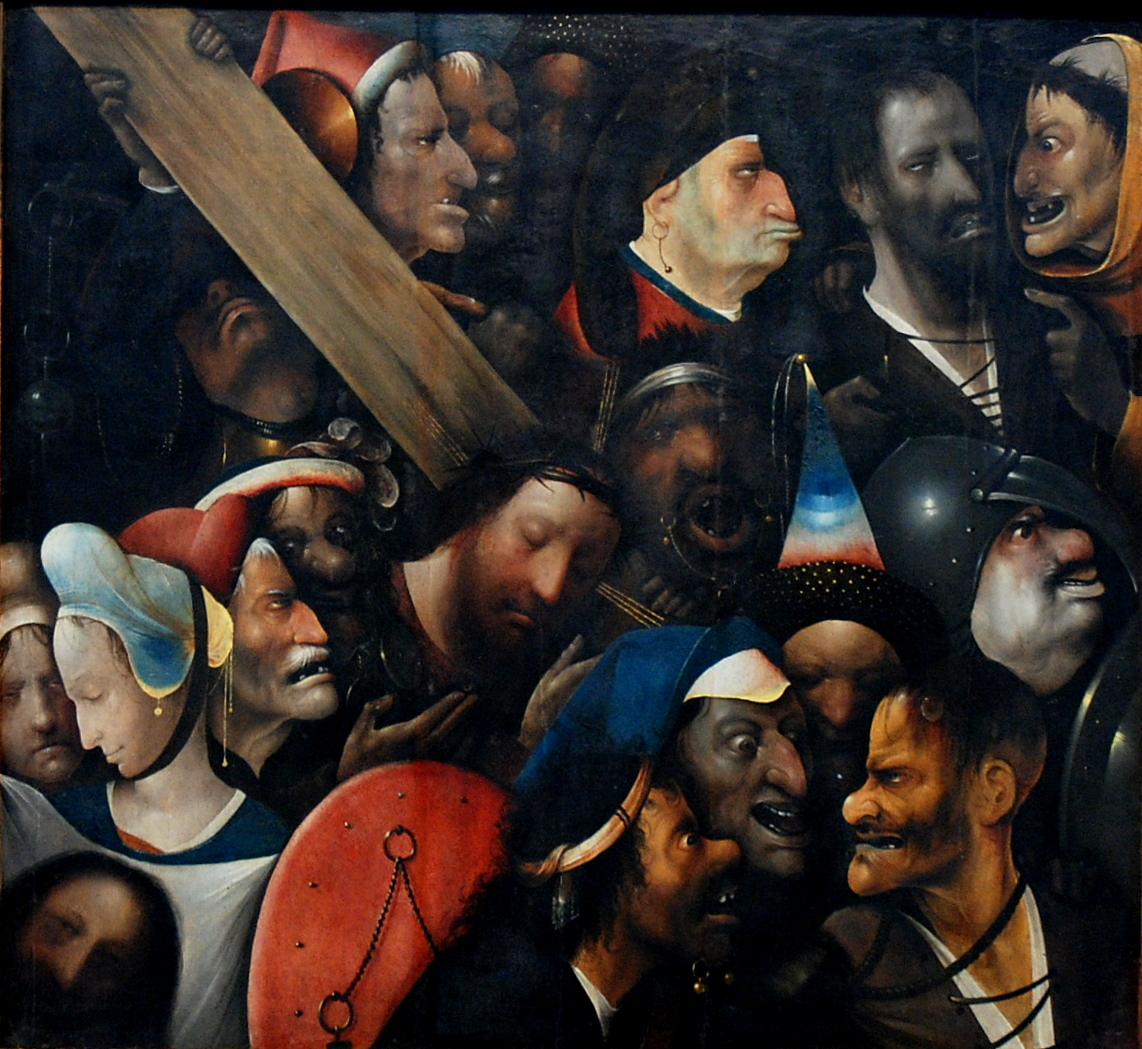
De kruisdraging van Jheronimus Bosch

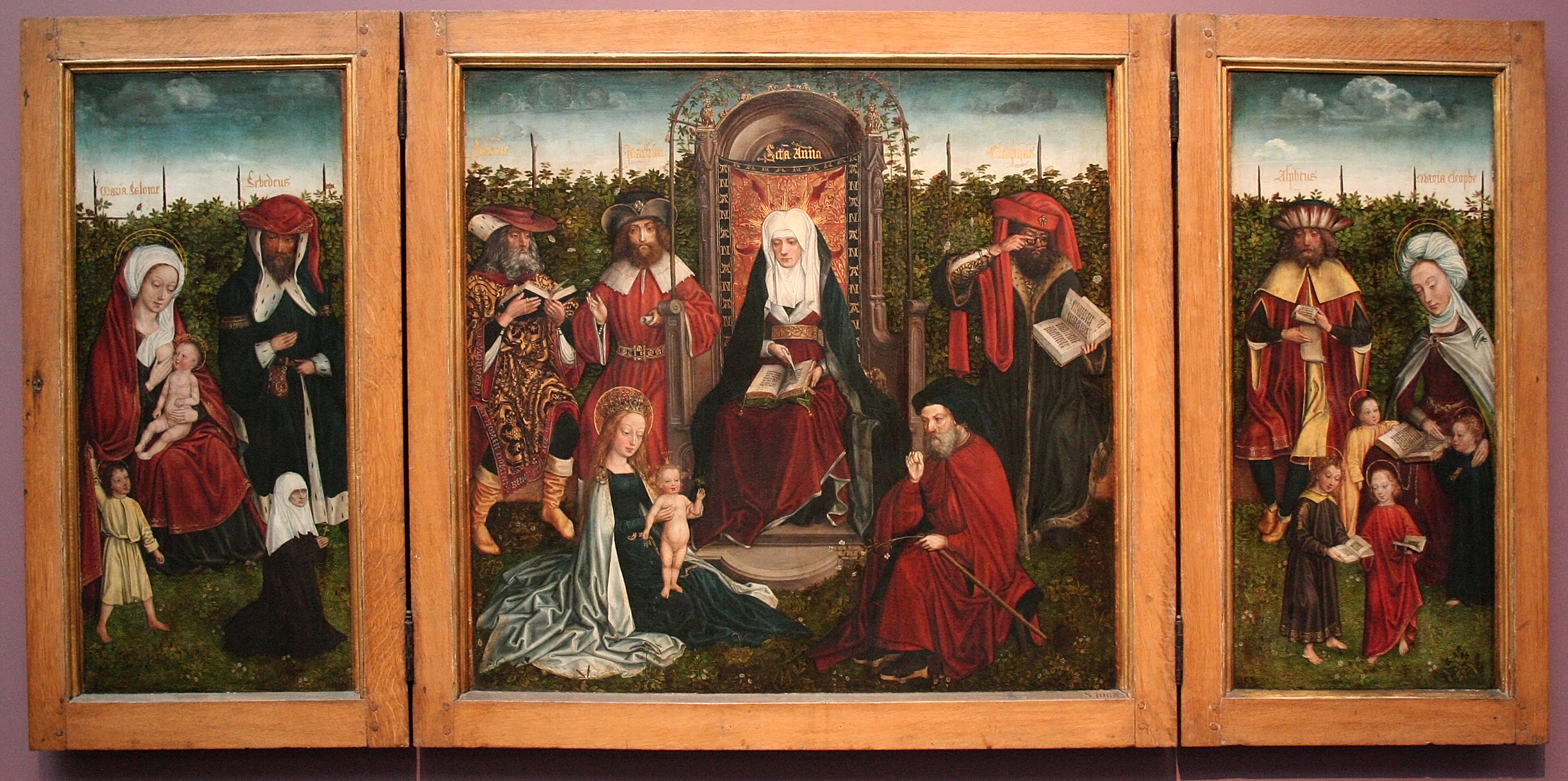
Meester van de familie van de Heilige Anna

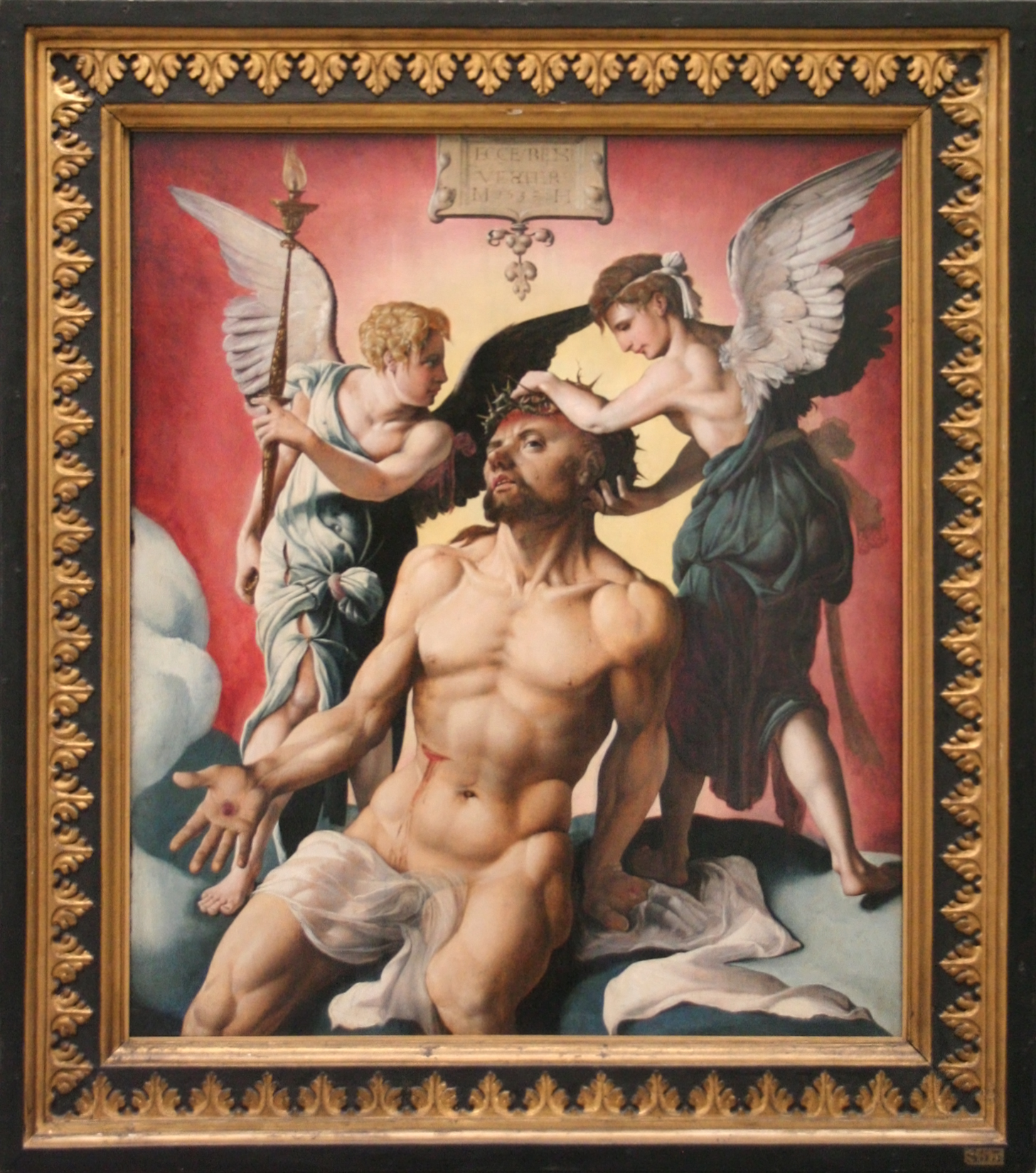
De Man van Smarten van Maarten van Heemskerck

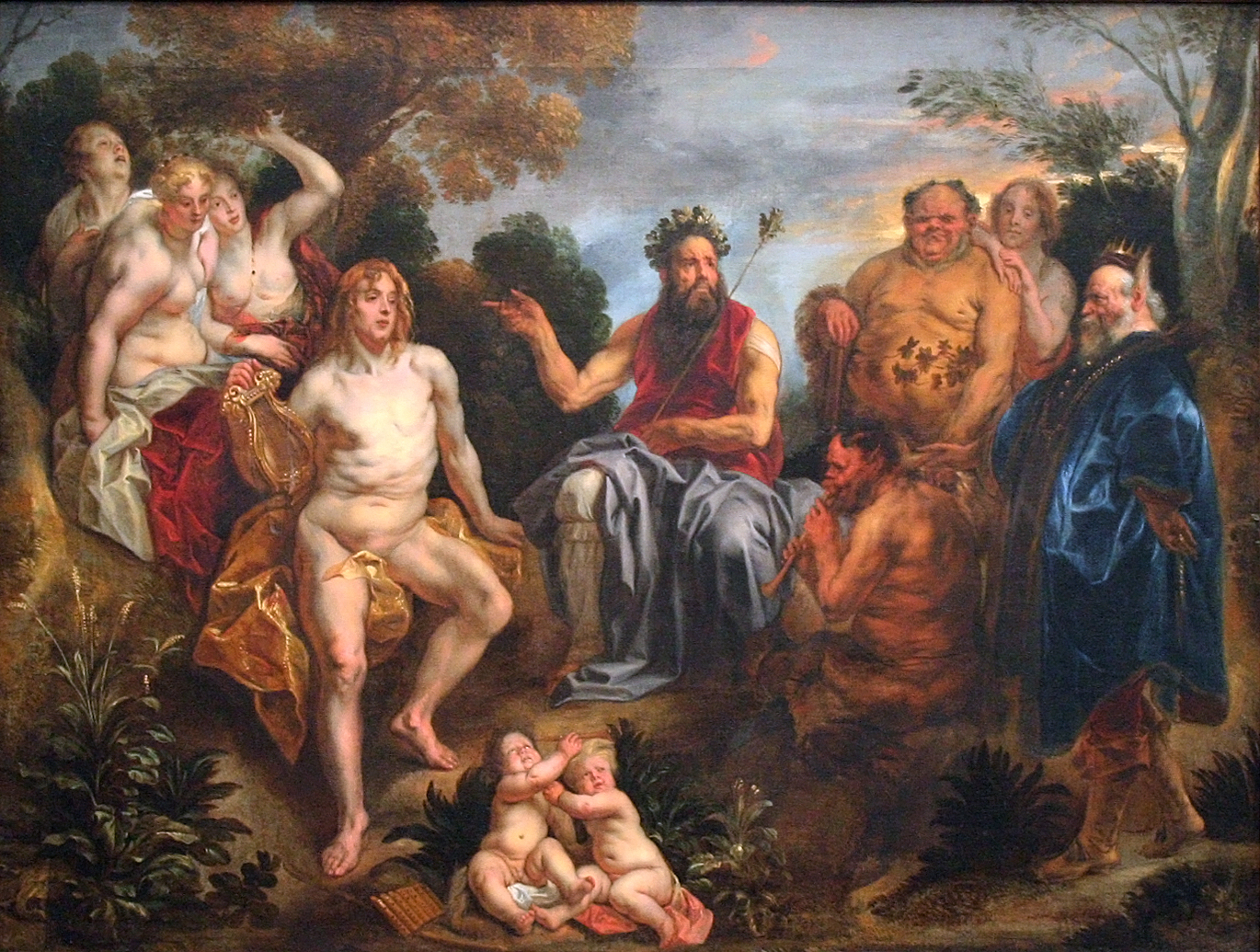
Het oordeel van Midas van Jacob Jordaens

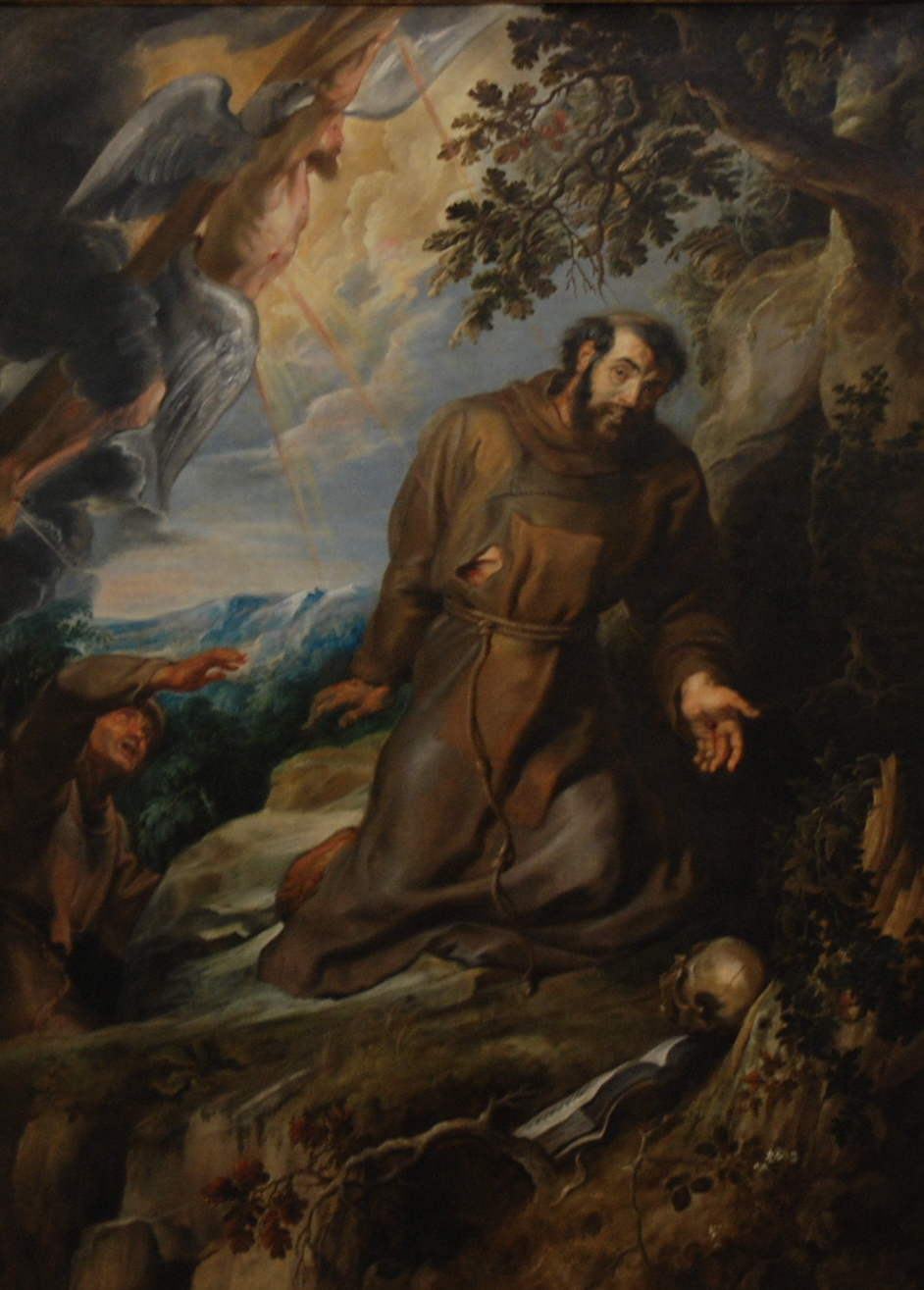
Franciscus van Assisi ontvangt de stigmata van Peter Paul Rubens

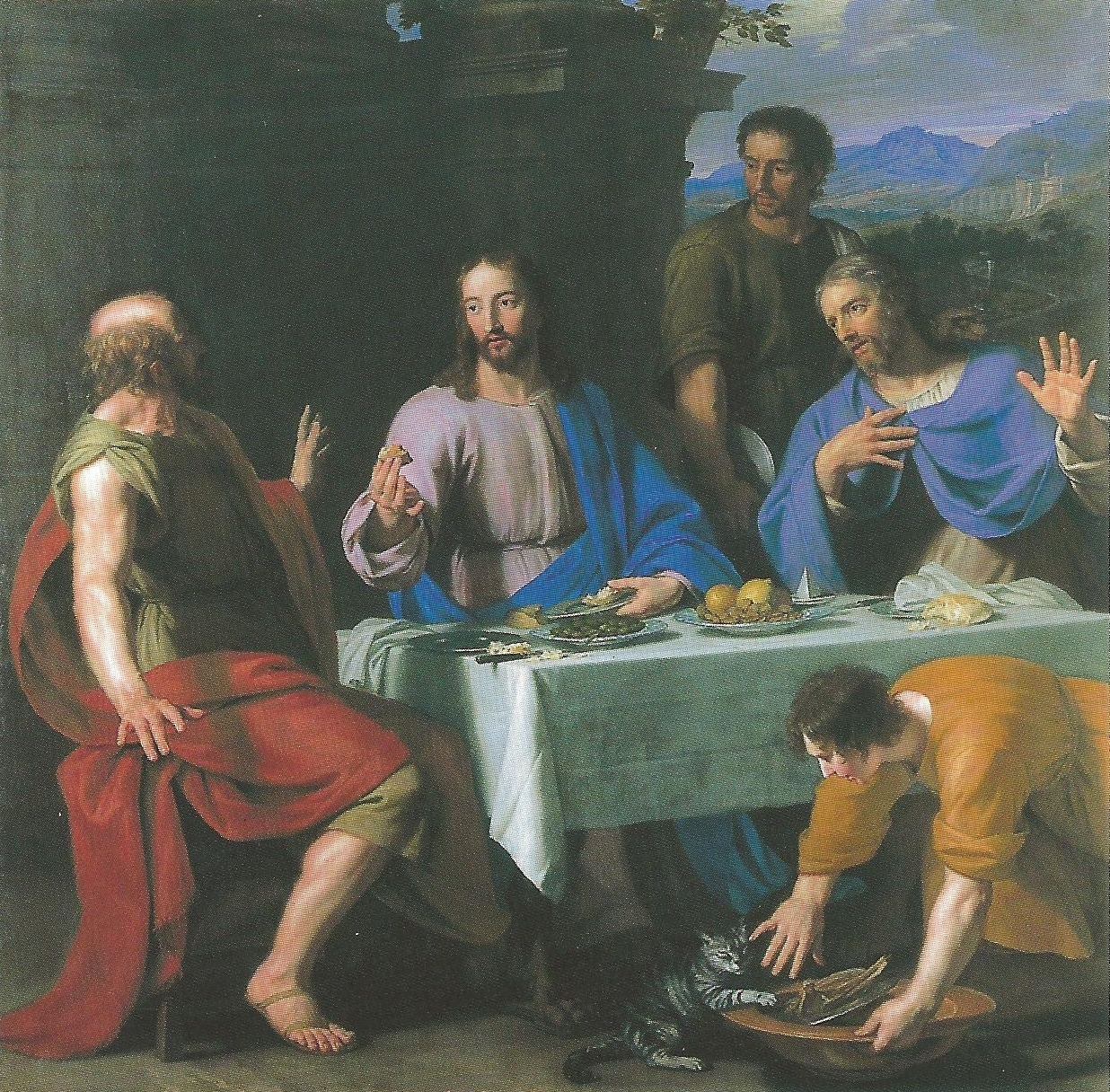
Philippe De Champaigne

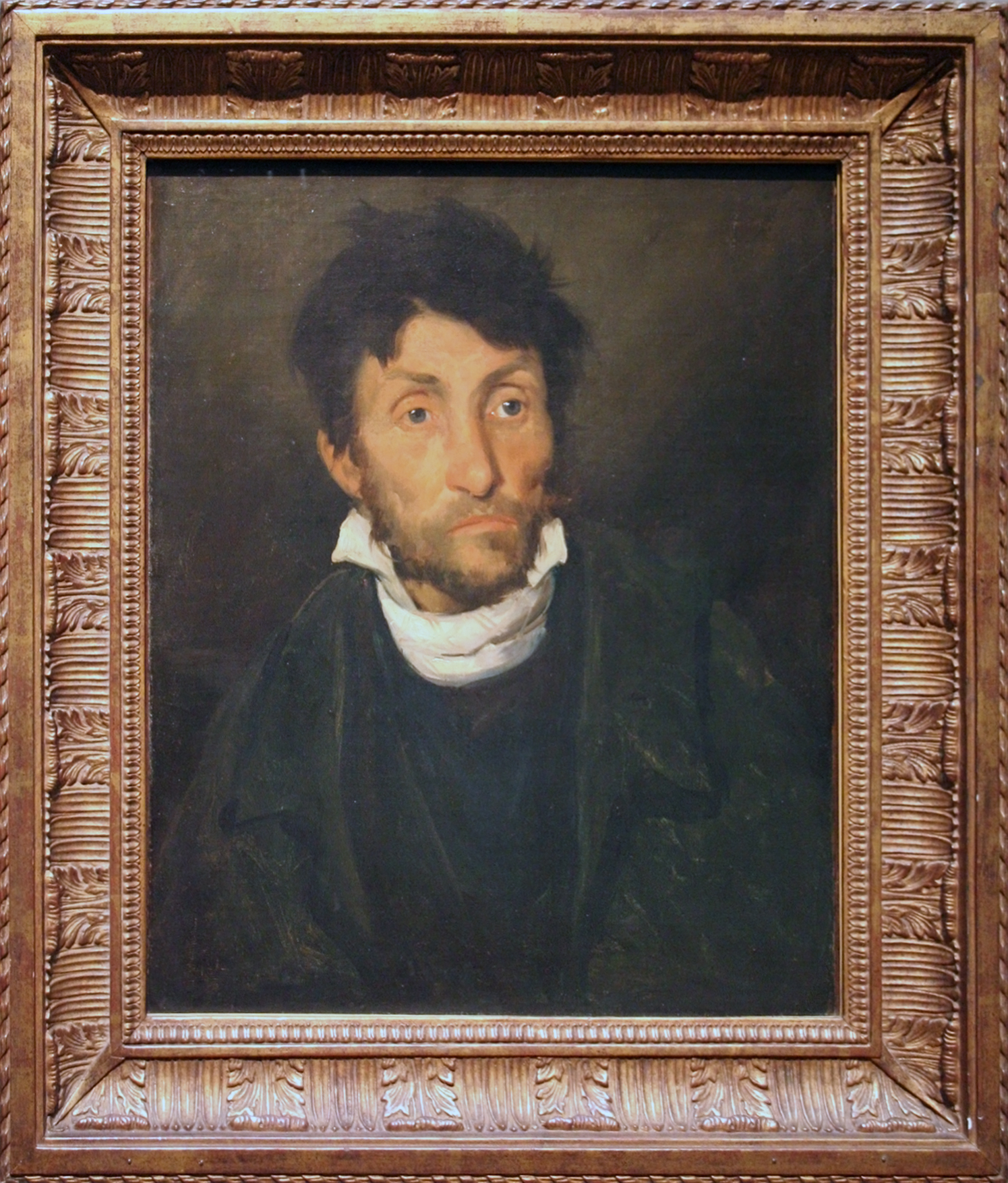
Théodore Géricault

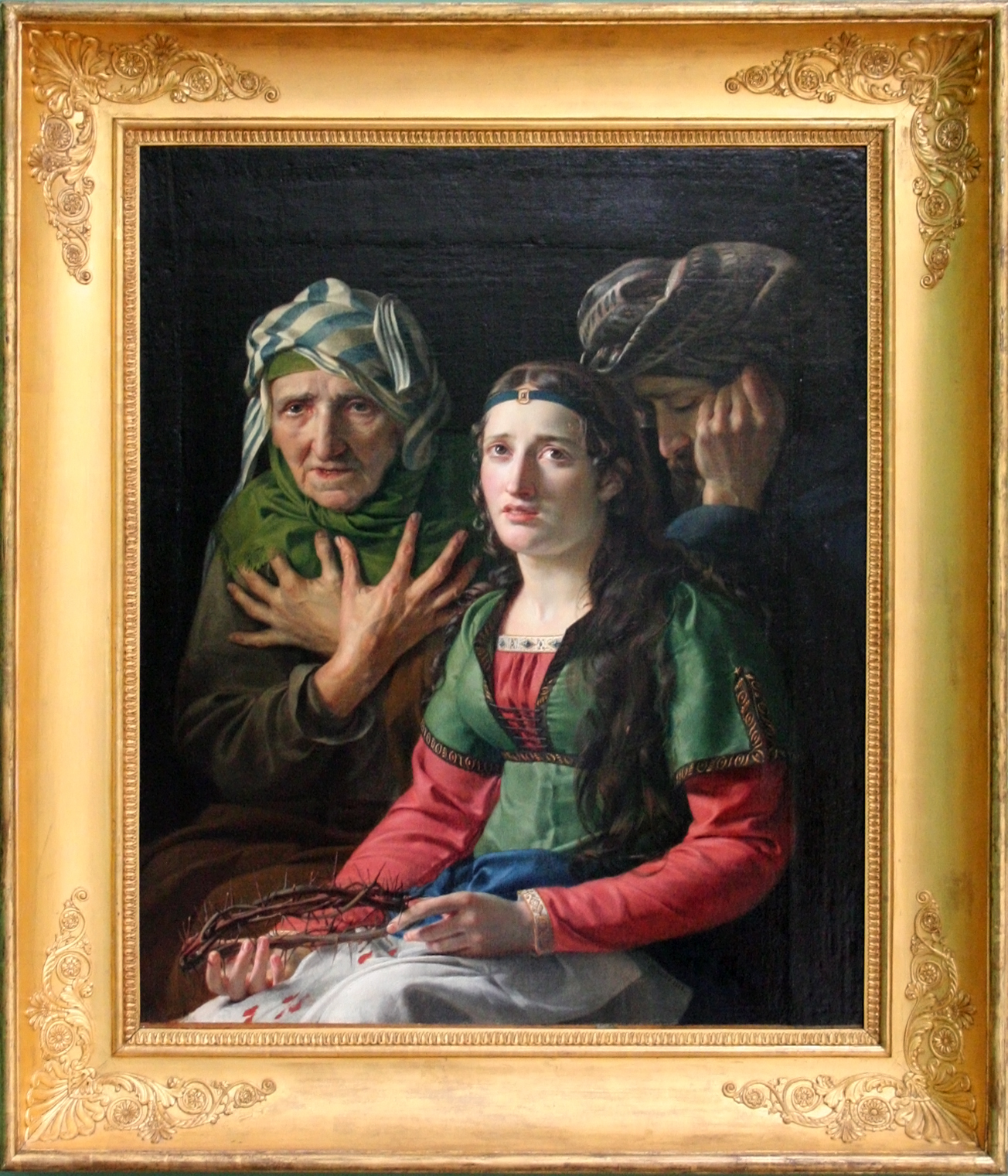
François-Joseph Navez

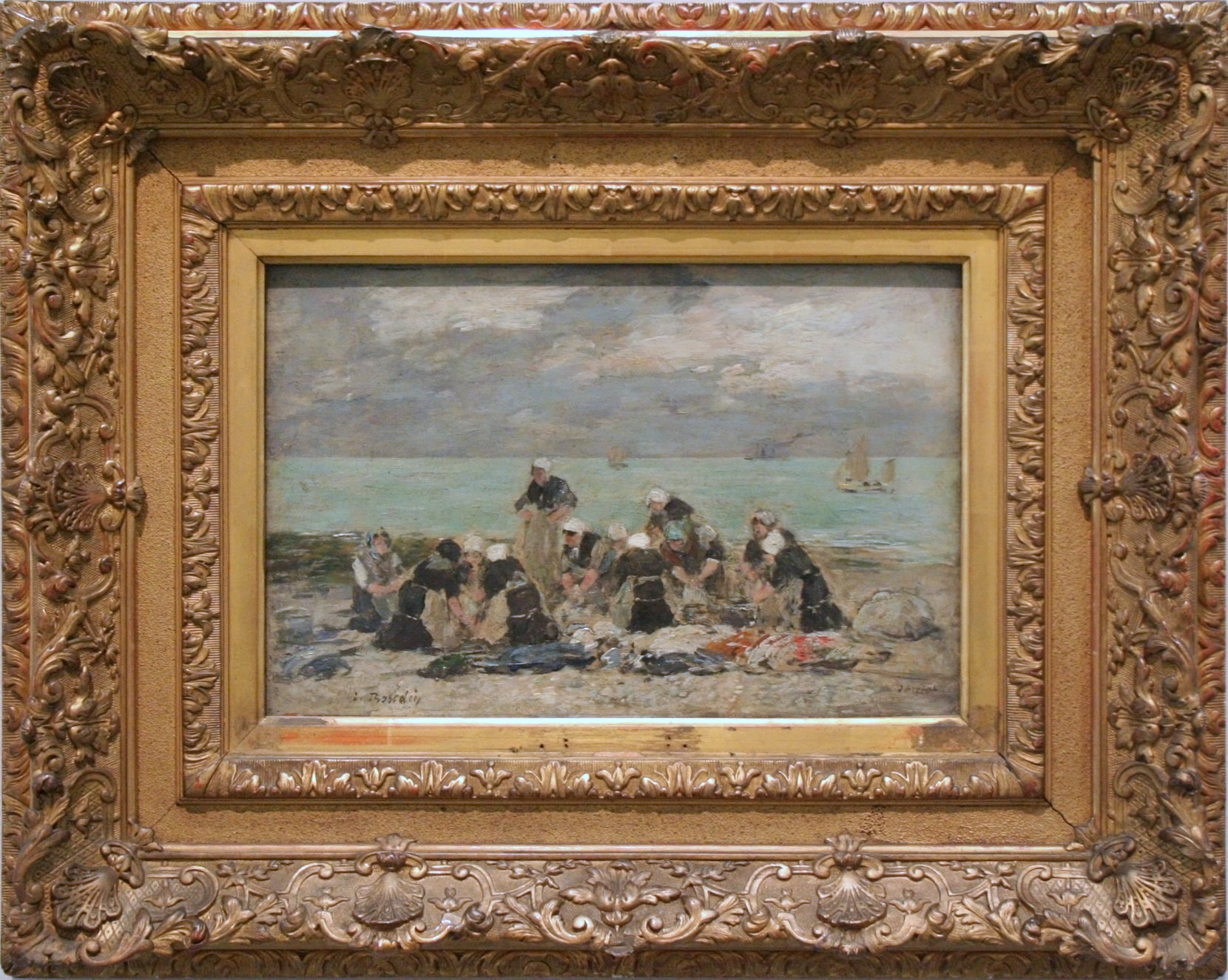
Eugène Boudin

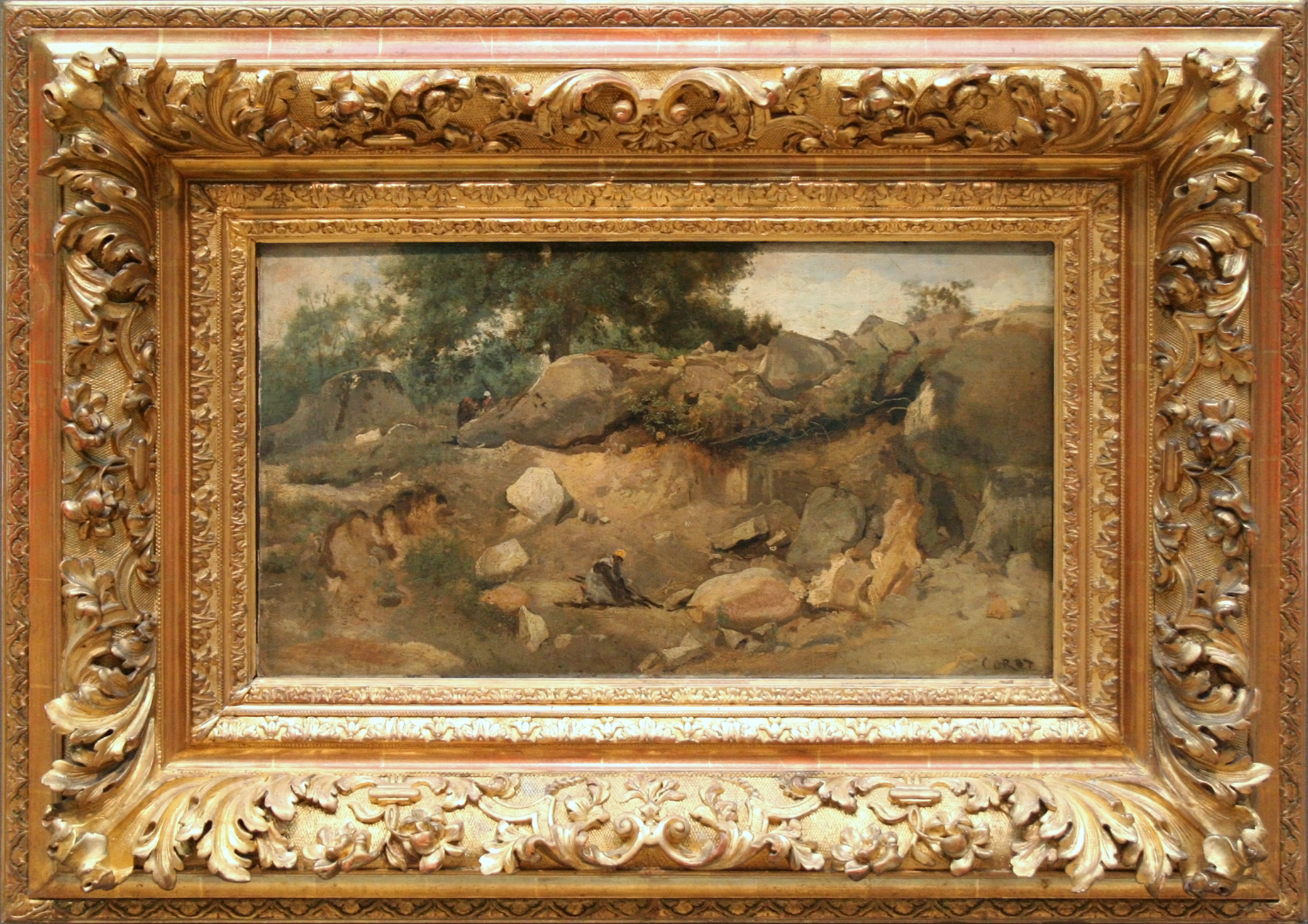
Camille Corot

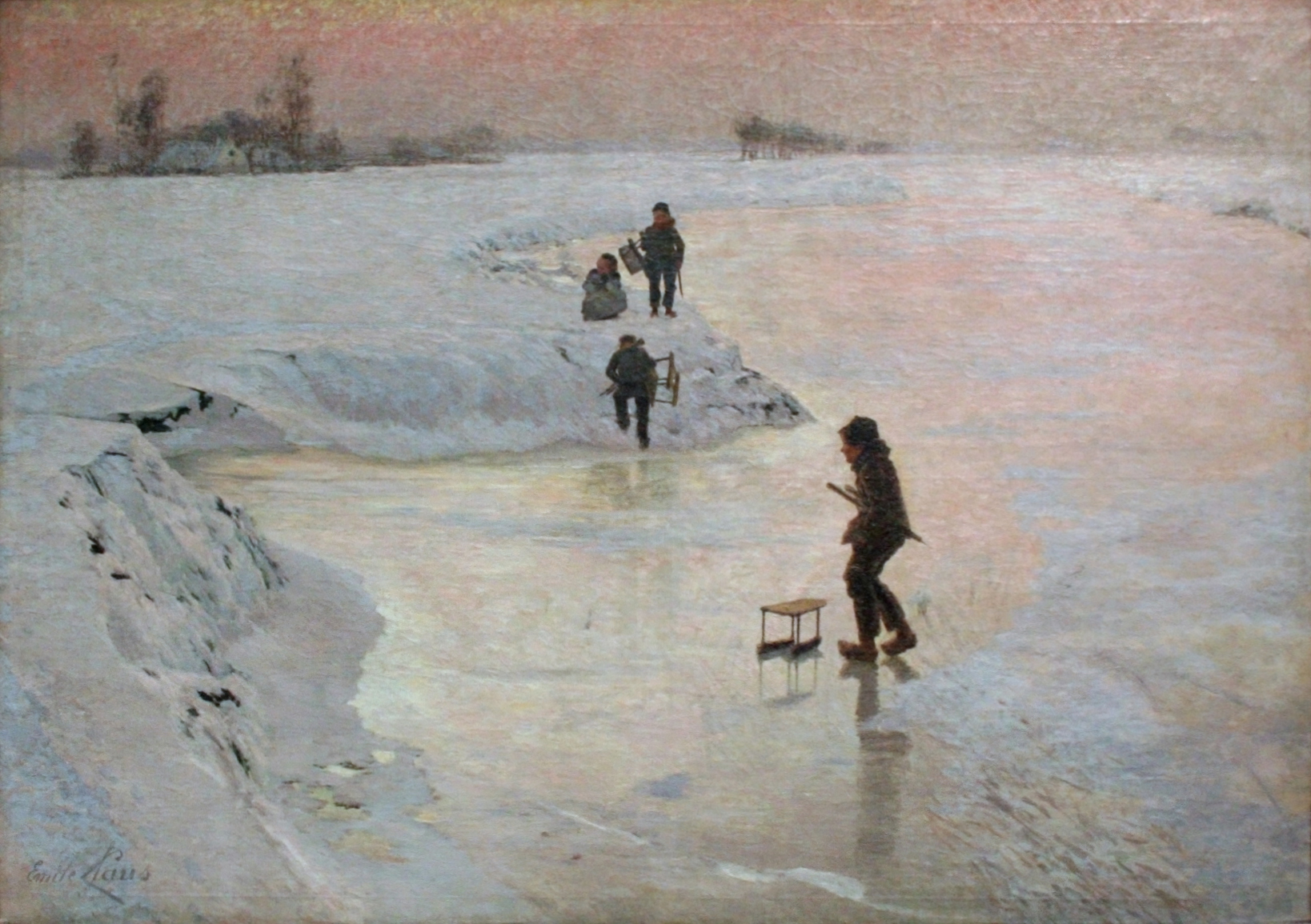
Emile Claus

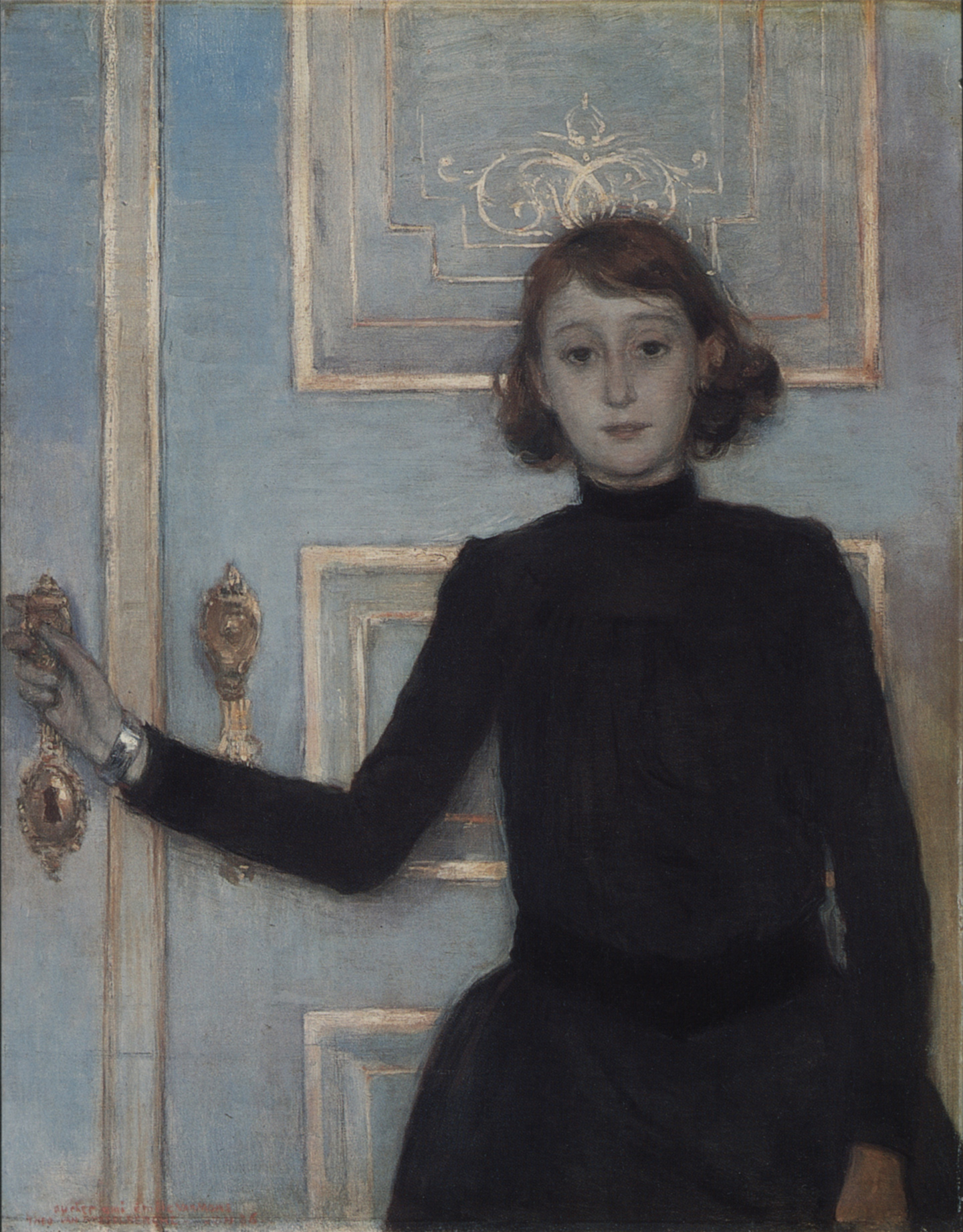
Théo van Rysselberghe

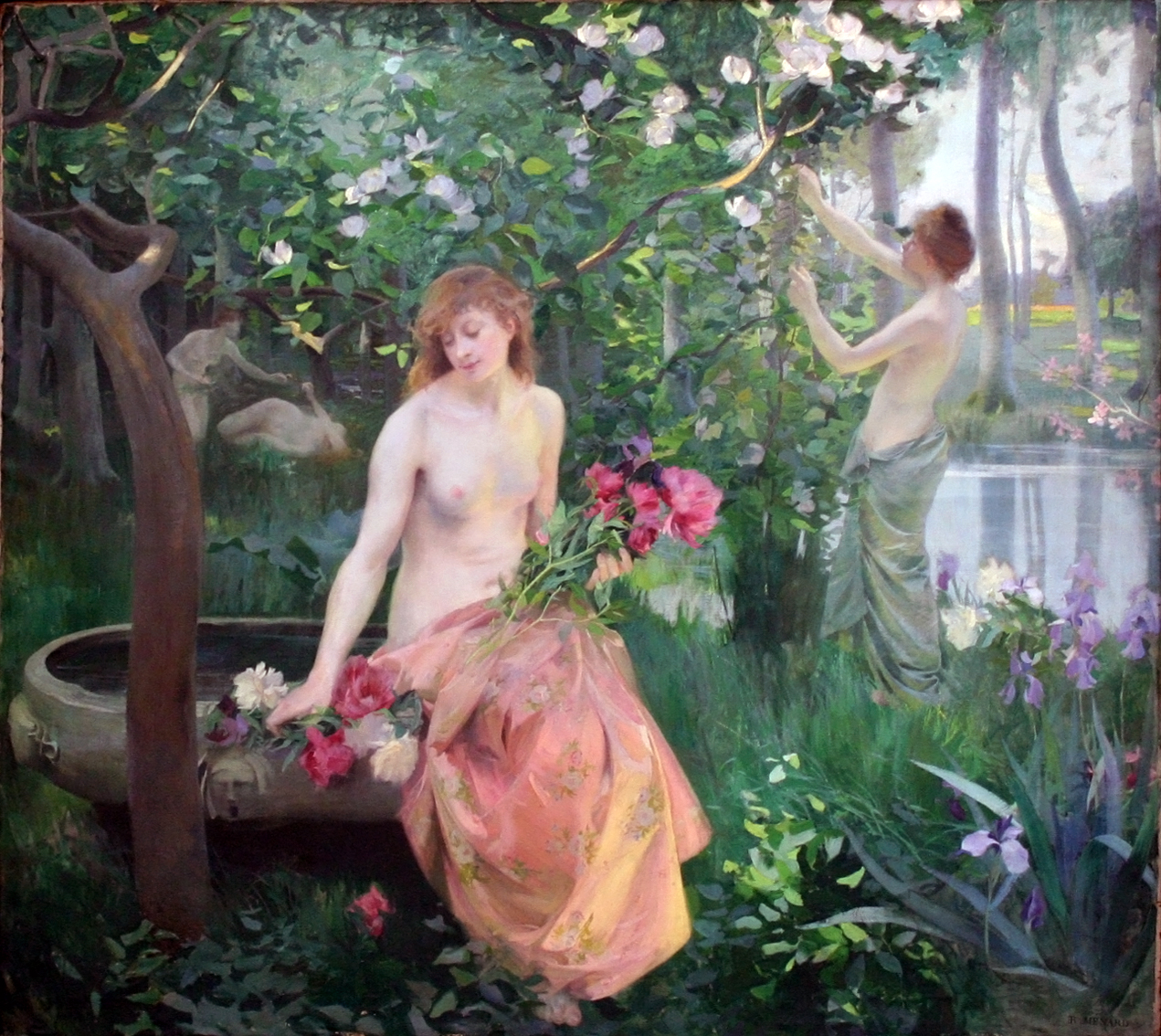
Émile-René Ménard

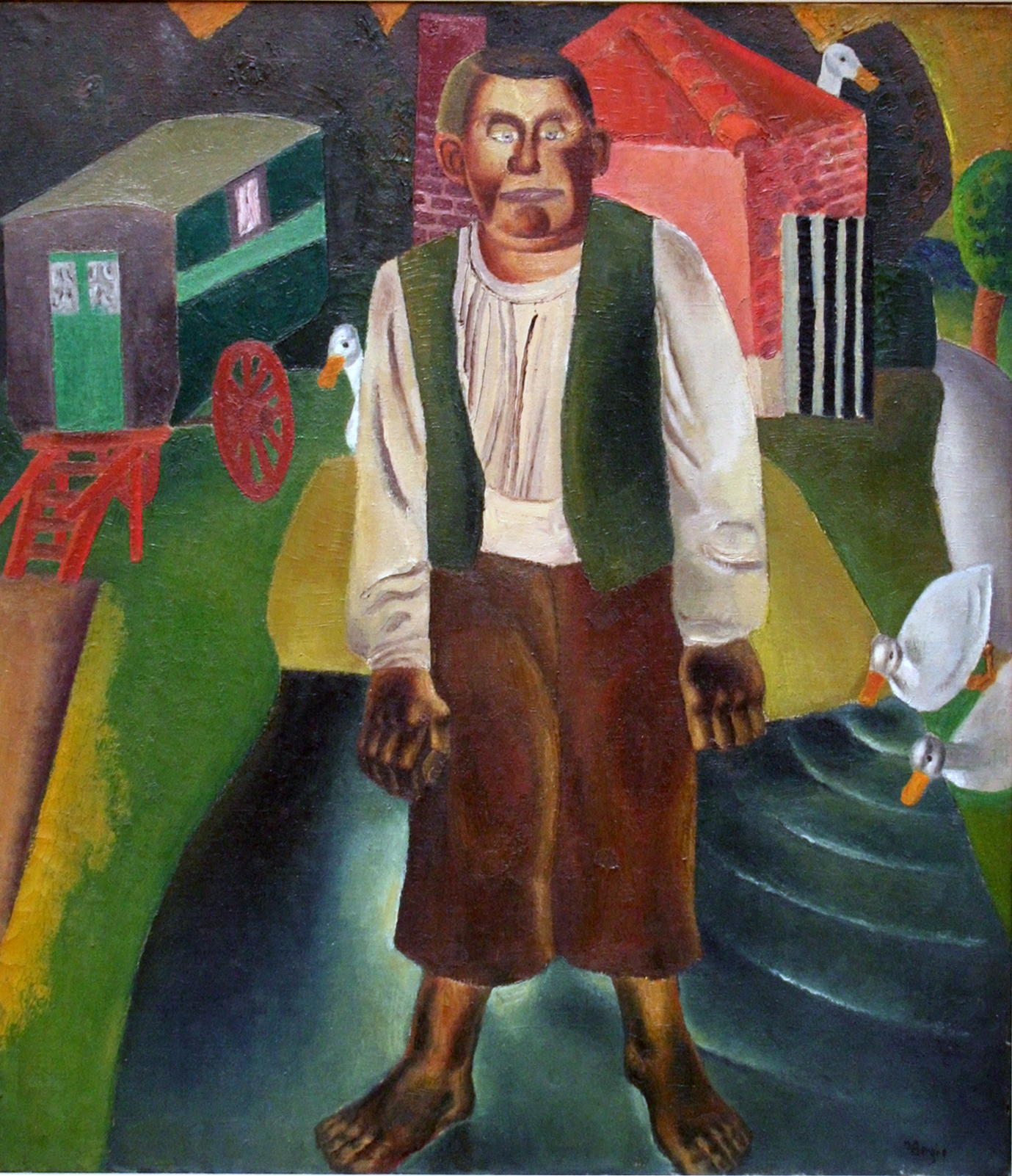
Frits Van den Berghe

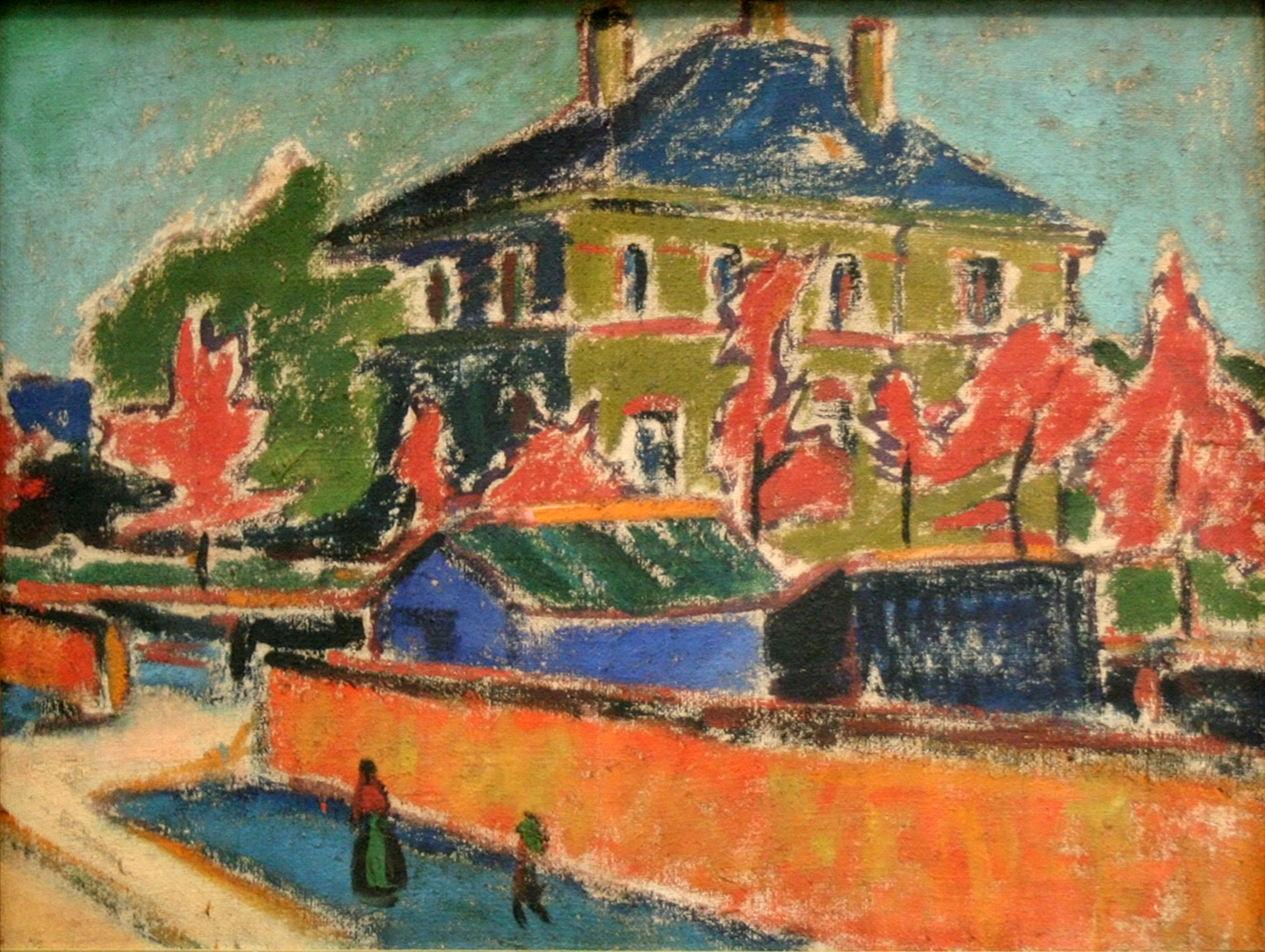
Ernst Ludwig Kirchner

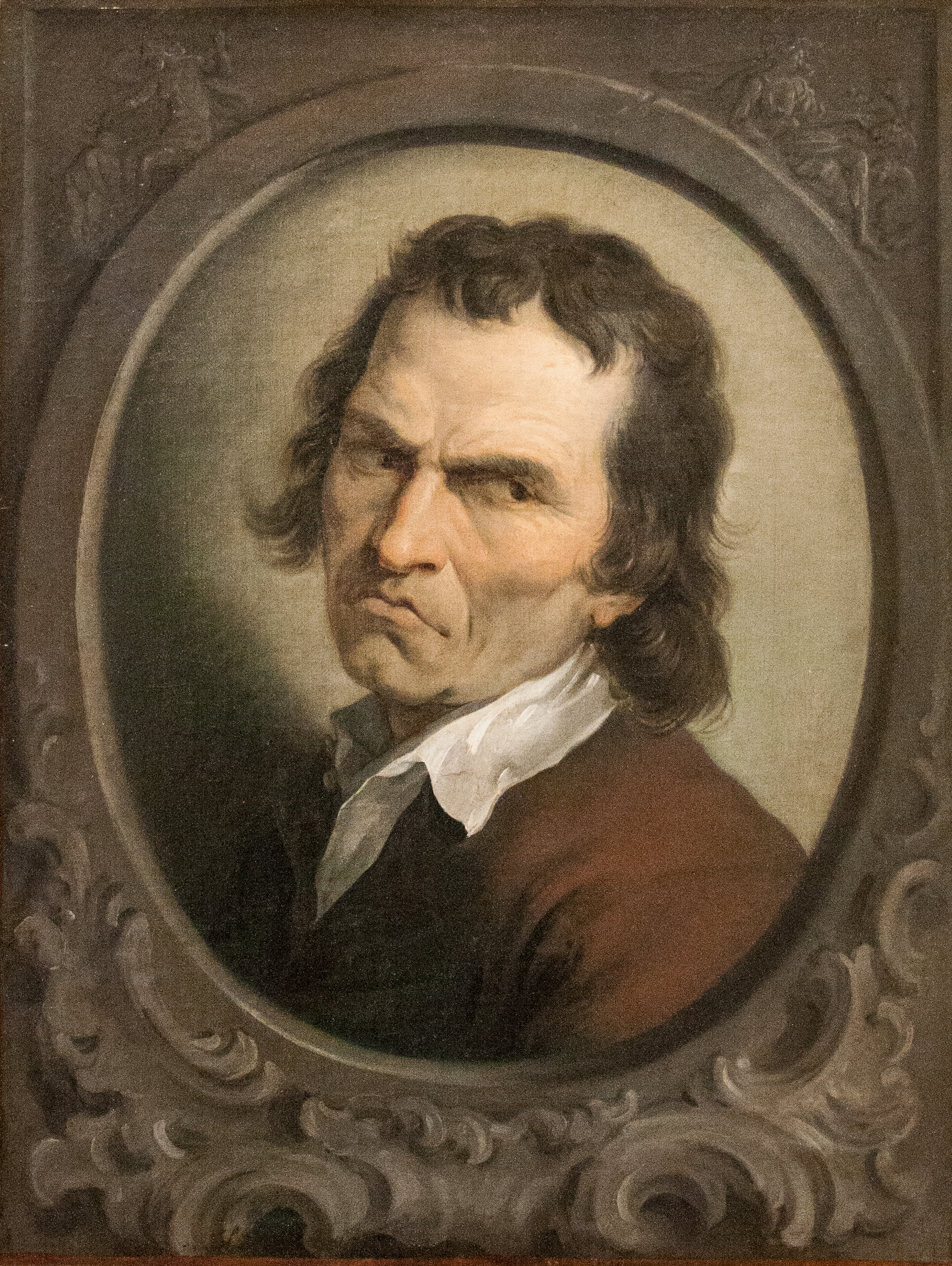
Minachting van de haat, 1792, Ernest Joseph Bailly (Rijsel 1753 - Gent 1823)

Het Gentse Museum voor Schone Kunsten of MSK is een van de oudste musea van België. De collectie bestaat uit schilderijen, beelden, tekeningen, etsen en wandtapijten van de middeleeuwen tot de eerste helft van de 20e eeuw gaande van Bosch tot Magritte. Het museum bezit een uitgebreide collectie Belgische, maar ook internationale kunst. Elk jaar worden er een drie- tot viertal exposities georganiseerd.

## Geschiedenis
Op het eind van de 18e eeuw stond Gent onder een Frans bestuur. De Fransen legden beslag op belangrijke kunstschatten, die nu onder andere in het Louvre te zien zijn. In 1798 besloot men in Gent een openbare verzameling bijeen te brengen. Die toen nog bescheiden collectie was gedurende korte tijd gehuisvest in de Sint-Pieterskerk, tot het in 1809 voorlopig onderdak kreeg in een zaal van de Stedelijke Academie.
In de loop der jaren werd de basiscollectie slechts licht gewijzigd. In 1837 kocht het stadsbestuur voor het eerst een schilderij van een eigentijdse kunstenaar, dat afkomstig was van de Gentse driejaarlijkse salon. De stad bleef sindsdien werken aankopen op salons, vandaar de erg uitgebreide verzameling 19e-eeuwse kunst van het museum. In 1860 kocht het museum voor het eerst een werk van een oude meester.
Pas op het einde van de 19e eeuw werd de collectie oude kunst erg uitgebreid. Dit door de oprichting van de vereniging 'De Vrienden van het Museum'. Fernand Scribe, voorzitter van de Vrienden van het Museum, schonk in 1913 zijn hele collectie aan de stad. Andere belangrijke schenkers zijn Georges Hulin de Loo, Tony Simon-Wolfskehl, weduwe Lasnitzki en Raoul De Keyser.
Door het spectaculair aangroeien van de collectie, dankzij talrijke aankopen en schenkingen, drong een nieuwe huisvestingsplaats zich al snel op. In 1820 ontwierp Tieleman Franciscus Suys voor het eerst een plan voor een nieuw museumgebouw. Het duurde nog tot 1898 vooraleer het definitieve ontwerp en de locatie werden vastgelegd.
In 2009 won het museum de museumprijs vanwege de grote publiekswerking, de kind- en jongerenvriendelijkheid en de renovatie. Twee jaar later, in 2011, won het museum ook de prijs van de kinderjury.
De collectie aangevuld met bruiklenen wordt elk jaar ontsloten via tijdelijke tentoonstellingen. In januari 2018 kwam het museum in opspraak door het exposeren van 24 bruiklenen van de Collectie Toporovski waarvan de echtheid betwist werd door experts. Na kritiek in de pers verwijderde de museumdirectie de al of niet echte/vermeende kunstwerken en werd er aangestuurd op onderzoek door kunstexperts. In maart 2018 werd directeur Cathérine de Zegher door de stad uit haar functie ontheven, op vermoedens van schriftvervalsing rond de bruikleen, omdat ze geen bewijs kon voorleggen dat ze voorafgaand aan de bruikleen onderzoek had laten uitvoeren op de collectie, en nadat bleek dat ze valse verklaringen had afgelegd op de stedelijke commissie cultuur.
In januari 2020 startte de tentoonstelling 'Van Eyck, een optische revolutie'. Daar werden 13 originele werken van Jan van Eyck samen gebracht, samen met nog eens 9 werken uit zijn atelier. Door de coronacrisis diende de tentoonstelling vroegtijdig gestopt te worden. Desondanks won 'Van Eyck, een optische revolutie' wel de internationale Apollo Award voor 'Exhibition of the year'.

## Het gebouw van Charles Van Rysselberghe
In 1898, precies honderd jaar na de oprichting van het museum, werd de beslissing genomen om een nieuw museumgebouw op te richten. Dat is gelegen aan het Citadelpark, vlak bij het Stedelijk Museum voor Actuele Kunst. Het werd tussen 1900 en 1904 gebouwd naar het ontwerp van architect Charles van Rysselberghe. Hij creëerde een gebouw met een enorme openheid en ruimtelijkheid. Het is opgevat als een traditionele kunsttempel in neoclassicistische stijl.
Voor de wereldtentoonstelling van 1913 werd het museum enorm uitgebreid, ook ontworpen door Charles van Rysselberghe. De oppervlakte van het museum werd hierdoor verdubbeld.
Gedurende de Tweede Wereldoorlog werd het museum een ruïne, pas in 1951 kon de collectie terugkeren naar het gerenoveerde museumgebouw. Het museum werd tussen 2003 en 2007 nogmaals grondig gerenoveerd en heringericht.
In 1975 werd het Stedelijk Museum voor Actuele Kunst opgericht. De collectie kunst na 1950, op enkele uitzonderingen na, verhuisde. In 2011 was er voor het eerst een samenwerking tussen de beide musea tijdens de tentoonstelling 'Hareng Saur, Ensor en de Hedendaagse Kunst'. Binnenkort wordt het museumplein, van de ontwerpers Wim Goes en Aldrik Heirman, tussen beide musea heraangelegd.

## Conservators en directeurs
- Louis Maeterlinck
- Frits Van Loo, tot 1936
- Maurice Dupuis, van 1937 tot 1947
- Paul Eeckhout, van 1947 tot 1982
- Robert Hoozee, van 1985 tot 2012
- Luc Vanackere, vanaf najaar 2012
- Catherine de Zegher, vanaf najaar 2013; vanaf 7 maart 2018 tijdelijk en sinds februari 2019 definitief geschorst.[6][7]
- Cathérine Verleysen, ad interim van 2018 tot 2021
- Manfred Sellink, vanaf 2021 [8]

## Collectie

### De middeleeuwse kunst
Het verhaal van de collectie begint in de 15e eeuw. Uiteraard is dit de periode waarin de grote Vlaamse Primitieven soms schokkend en revolutionair werk maakten. Je vindt hun samen met de conservatievere werken terug aan de museummuren. Deze Vlaamse kunst wordt geplaatst in een internationale context. Hoogtepunt hiervan is de kroning van Maria door Piucco Di Simone, een Florentijns altaarstuk uit 1350. Het paneel de kruisdraging van Jheronimus Bosch is in de middeleeuwse normen een vreemde eend in de bijt: op het paneel enkel dramatische gezichten, er is geen ruimte aan te duiden en de emoties zijn erg hevig. Deze schijnbaar complexe compositie doet nu nog altijd erg modern aan. Dit werk valt te beschouwen als een van de belangrijkste werken van de hele collectie, mensen komen van ver om dit werk te kunnen beleven.
- Puccio Di Simone, De Kroning van Maria, 14e eeuw[9]
- Omgeving van Rogier Van der Weyden, De Madonna met de anjer, 15e eeuw
- Anoniem, Triptiek van de heilige Anna, 15e eeuw
- Navolger van Robert Campin, De Man van Smarten, 15e eeuw
- Gerard Horenbout, Portret van Lieven van Pottelsberghe en Livina van Steelant, 15e eeuw[10][11]
- Jheronimus Bosch, De kruisdraging, 15e eeuw[12]
- Jheronimus Bosch, De Heilige Hiëronymus in gebed, 15e eeuw[13]

### Renaissance
Tijdens de renaissance staat de mens centraal. Er ontstaat dus ook kunst naast de religieuze taferelen: portretten, genretaferelen, stillevens, landschappen en historiestukken. Het museum toont deze diversiteit aan met voorbeelden uit zowel de Noordelijke als de Zuidelijke Nederlanden met namen als Maarten van Heemskerck en Pieter Brueghel de Jonge, maar er zijn ook werken van Italiaanse meesters zoals Tintoretto.
- Tintoretto, Portret van Giovanni Paolo Cornaro, 1561[14]
- Maarten van Heemskerck, De calvarieberg, 16e eeuw[15]
- Maarten van Heemskerck, Man van Smarten, 16e eeuw[16]
- Maerten de Vos, De familie van de heilige Anna, 16e eeuw[17]
- Pieter Brueghel de Jonge, Bruiloftsmaal, 16e eeuw[18]
- Pieter Brueghel de Jonge, Dorpsadvocaat, 1621[19]
- Roelant Savery, Landschap met dieren, 17e eeuw

### Barokkunst
Tijdens de gouden eeuw was er in Antwerpen het befaamde driemanschap Peter Paul Rubens, Jacob Jordaens en Anthony van Dyck. Van hen bezit het museum een grote collectie werken, met de belangrijke olieverf schets van Rubens, 'De geseling van Christus'. Een belangrijk werk in de collectie is Allegorie van de vijf zintuigen, van Theodoor Rombouts. Het toont 5 mannen die elk, met de nodige attributen, een zintuig voorstellen. Het is een typisch voorbeeld van een allegorie. Ook een belangrijk werk uit de collectie is het Portret van een vrouw van Frans Hals, een zeer typisch schilderij in zijn directe en nerveuze stijl.
- Peter Paul Rubens, De geseling van Christus, 17e eeuw[20]
- Peter Paul Rubens, Franciscus van Assisi ontvangt de stigmata, 1635[21]
- Jacob Jordaens, De hemelvaart van Maria, 17e eeuw[22]
- Jacob Jordaens, Studies van de kop van Abraham Grapheus, 17e eeuw[23]
- Anthony van Dyck, Jupiter en Antiope, 17e eeuw[24]
- Theodoor Rombouts, Allegorie van de vijf zintuigen, 16e eeuw[25]
- Theodoor Rombouts, Allegorie van het Schepengerecht van Gedele, 16e eeuw[26]
- Cornelis de Vos, Familieportret, 17e eeuw[27]
- Gaspar de Crayer, Het oordeel van Salomo, ca.1620-1622[28]
- Philippe de Champaigne, Portret van bisschop Jean-Pierre Cannus, 1643[29]
- Philippe de Champaigne, De Emmaüsgangers, 1664[30]
- Nicolaes Maes, Portret van een vrouw, 17e eeuw[31]
- Frans Hals, Portret van een vrouw, 1640[32]

### De achttiende eeuw
In de museumcollectie uit de 18e eeuw heerst er een grote diversiteit, zowel qua afkomst als qua stijl. Deze periode is minder nadrukkelijk aanwezig, daar de klemtoon in deze collectie ligt op de 19e eeuw.
- Alessandro Magnasco, Biddende monniken, 18e eeuw[33]
- William Hogarth, Portret van een jonge vrouw, 18e eeuw[34]
- Filippo Della Valle, Borstbeeld van Paus Clemens XII, 18e eeuw[35]

### Neoclassicisme, romantiek en realisme
Het museum bezit een zeer omvangrijke collectie schilderkunst uit de 19e eeuw. Een grote deel daarvan is Frans, maar ook de collectie romantische, neoclassicistische en realistische schilderkunst uit België is groot. Het neoclassicisme had in België veel aanhangers. Dat kwam deels door de invloed van de Franse Jacques Louis David, die een tijd in Brussel verbleef. Hij schonk het museum vier krijttekeningen, enkele weken voor zijn dood. Een uitzonderlijk werk in de collectie is de Heilige familie van de Franse Jean François Millet, uitzonderlijk omdat Millet zelden letterlijk naar een Bijbels onderwerp, zoals de Heilige familie, schilderde. Een van de belangrijkste werken van het museum echter, is van de hand van Théodore Géricault, zijn Portret van een kleptomaan. Het is een topstuk van internationale allure en is zelfs opgenomen in de boeken van H.W. Janson. De Franse realistische kunst is met de grootste namen vertegenwoordigd: Corot, Boudin, Manet, Courbet en Henri Fantin-Latour. De indrukwekkende ‘'buste van Pierre De Wissant’', gemaakt door Auguste Rodin, is rechtstreeks aangekocht, samen met het originele gips, bij de kunstenaar. In 1909 deed het museum een mislukte poging voor de aankoop van De burgers van Calais.
- Jean François Millet, De heilige Familie[36]
- Jacques Louis David, Drie vrouwen, 19e eeuw[37]
- François-Joseph Navez, De heilige Veronica, 19e eeuw[38] en De nimf Salmacis en Hermaphrodites[39]
- Théodore Géricault, Portret van een kleptomaan, 1820[40]
- Théodore Géricault, Bruin paard, 19e eeuw[41]
- Honoré Daumier, De verzamelaars van prenten, 1824[42]
- Théodore Fourmois, Landschap in de Dauphiné, 1846[43]
- Camille Corot, Steengroeve in Fontaineblau, 1831[44]
- Eugène Boudin, Vrouwen op het strand, 19e eeuw[45]
- Eugène Boudin, Koeien in een weide, 19e eeuw[46]
- Gustave Courbet, De rotsen van de Loue, 19e eeuw[47]
- Édouard Manet, De zigeuners, 1862 ???
- Paul de Vigne, Psyche, 19e eeuw[48]
- Auguste Rodin, Kop van Pierre de Wissant, 19e eeuw[49]
- Henri Fantin-Latour, Portret van een jonge vrouw, 1873[50]
- Henri Evenepoel, De Spanjaard in Parijs, 1899[51]
- Franz Verhas, broer van Jan Verhas, De leeuw
- Jan Verhas, De meesterschilder, 19de eeuw[52]
- James Whistler, "The little Lagoon", 1878 ???

### Impressionisme, pointillisme en symbolisme
Naast talrijke werken van Emile Claus en andere kunstenaars van de Latemse school bezit het museum ook van het Franse impressionisme enkele voorname schilderijen. De symbolisten zijn vertegenwoordigd met namen als Fernand Khnopff, Léon Spilliaert en Odilon Redon. Ook bezit het museum een uitgebreide collectie schilder- en beeldhouwkunst afkomstig van de Gentse salons. George Minne is vertegenwoordigd met een groot aantal beelden en zeer veel tekeningen. Recent kocht het museum een reeks kleurlithografieën van Maurice Denis. In 2011 kocht het museum het schilderij De vallei van de Samber, het toont een radicale pointillistische techniek. Ander topwerk uit de collectie van de hand van Théo van Rysselberghe zijn Portret van Marguerite van Mons en De lezing door Emile Verhaeren.
- Alfred Stevens, Maria Magdalena, 1887[53]
- Odilon Redon, Een man van het volk, ca. 1887[54]
- George Minne, De verloren zoon, 1896
- George Minne, Fontein der geknielden, 1905[55]
- Anders Zorn, Met moeder, 1895[56]
- Emile Claus, IJsvogels, 1891[57]
- Emile Claus, Zonnige dag, 1900[58]
- Henri Martin, Vallei in de avondschemering, 1902
- Fernand Khnopff, Wierook, 1898[59]
- Léon Spilliaert, Silhouet van de schilder, 1907[60]
- Maurice Denis, Amour, 19e eeuw
- Léon De Smet, De verliefden, 1911
- Théo van Rysselberghe, Portret van Marguerite van Mons, 1886[61]
- Théo van Rysselberghe, De lezing door Emile Verhaeren, 1903[62]
- Théo van Rysselberghe, De vallei van de Samber, 19e eeuw[63]
- Éliane de Meuse, Stilleven met rode schoentjes, ca. 1920[64]
- Émile-René Ménard, De lente, 19e eeuw
- Henri Le Sidaner, De tafel in de witte tuin te Gerberoy, 1906[65]
- Jean Colin, La Dame en noir, ca. 1925-1930
- Auguste Oleffe, Mei, 1908

### Expressionisme
Dankzij de gift van de weduwe Lasnitzki bezit het museum een zeer opmerkelijke en internationale collectie expressionistische schilderijen. Meesterwerken van Oskar Kokoschka, Ernst Ludwig Kirchner, Gustave Van de Woestyne, Frits van den Berghe, Jean Brusselmans, en Erich Heckel behoren tot de verzameling. De tekening ‘’Liggende boer’’ van Constant Permeke stond op de biljetten van 1000 Belgische frank. Het museum bezit een kleine maar niet te missen verzameling van James Ensor met zijn hele grafisch oeuvre, zijn twee grootste tekeningen en enkele schilderijen, waaronder Kinderen aan het ochtendtoilet en De dame dame met maskers. Een zeer opmerkelijk werk uit de collectie is van de hand van de Italiaanse Felice Casorati. "Het meisje op het rode tapijt" behoort tot zijn bekendste werk.
- James Ensor, De oude dame met maskers, 1889[66]
- James Ensor, Kinderen aan het ochtendtoilet, 1886[67]
- James Ensor, De intrede in Jeruzalem, 1885[68]
- Gustave Van de Woestyne, Portret van Prudence De Schepper, 1910[69]
- Gustave Van de Woestyne, Christus in de woestijn, 1939
- Rik Wouters, Zittende vrouw bij het venster, 1915
- Gustave de Smet, De groene koepelkerk in Amsterdam, 1909[70]
- Constant Permeke, De wiedster, 1923[71]
- Constant Permeke, Liggende boer, 1928[72]
- Frits Van den Berghe, De idioot bij de vijver, 1926[73]
- Felice Casorati, Het meisje op het rode tapijt 1912[74]
- Oskar Kokoschka, Portret van Ludwig Adler, 1914[75]
- Ernst Ludwig Kirchner, Stadsgezicht, 1923[76]
- Erich Heckel, Huizen in de ochtend, 1917[77]

### Abstracte kunst en kunst na 1945
Het jongste deel van de collectie is bondig en overzichtelijk. Opmerkelijk is het werk Perspectief II. Het balkon van Manet van René Magritte, waar Magritte doodskisten plaatst waar op het schilderij van Manet de figuren staan. Ook de abstracte kunst is vertegenwoordigd, met als hoogtepunt Haven-Opus 2 van Victor Sevranckx. Van Georges Rouault bezit het museum verschillende schilderijen en al het grafisch werk uit de unieke reeks Miserere. Die gaat over het lijden van de mens en de wreedheid van de oorlog.
- Max Ernst, Vegetatie, 1925[78]
- Victor Sevranckx, Haven-Opus 2, 1926[79]
- Frits Van den Berghe, De idioot aan de vijver, 1926
- Alberto Giacometti, Landschap. Studie naar het Lam Gods van Jan Van Eyck, 20e eeuw[80]
- Georges Rouault, Nazareth, 1946[81]
- Georges Rouault, Christus, 20e eeuw[82]
- René Magritte, Perspectief II. Het balkon van Manet, 1950[83]
- Paul Delvaux, De trap, 1946[84]

## Tentoonstellingen
- 1949: Gustave Van de Woestyne
- 1951: Frans Masereel
- 1952: Philippe de Champaigne
- 1955: Keizer Karel en zijn tijd
- 1957: Hedendaagse Belgische kunst, verzameling Tony Herbert
- 1960: 5000 jaar Egyptische Kunst
- 1961: Georges Rouault
- 1962: Théo van Rysselberghe
- 1964: Figuratie en défiguratie
- 1965: Vincent van Gogh
- 1966: El Greco
- 1968: Pierre Alechinsky
- 1969: James Ensor in de Gentse Verzamelingen
- 1970: 65 Meesterwerken uit het Museum van Bordeaux
- 1970: Jules De Bruycker
- 1971: Edgard Tytgat
- 1972: Albert Baertsoen
- 1974: Emile Claus
- 1979: Veertig kunstenaars rond Karel van de Woestijne
- 1980: Het landschap in de Belgische kunst 1830-1914
- 1982: George Minne
- 1985: De School van Barbizon
- 1993: Théo van Rysselberghe
- 1995: Jules De Bruycker
- 1998: De vrienden van Scribe
- 1997: Parijs-Brussel Brussel-Parijs, met werk van Édouard Manet, Gustave Courbet, Claude Monet, Edgar Degas, Auguste Rodin, Paul Cézanne en Camille Corot
- 2002: Kunst in ballingschap, Vlaanderen, Wales en de Eerste Wereldoorlog
- 2002: Max Ernst, grafisch werk
- 2003: Maria Magdalena, zondares van de middeleeuwen tot vandaag, collectietentoonstelling
- 2004: Variétés, spiegel van de dolle jaren, met werk van Man Ray, Max Ernst en René Magritte
- 2005: Frans Masereel
- 2006: Van Ensor tot Magritte
- 2007: British Vision, observatie en verbeelding in de Britse kunst, met werk van Dante Gabriel Rossetti, John Constable, William Blake, Francis Bacon, Ford Madox Brown en William Turner
- 2008: Piranesi
- 2009: Emile Claus en het landleven
- 2009: Max Beckmann, de verzameling van het Von der Heydt-Museum
- 2009: Fernand Léger, Le grand déjeuner, een meesterwerk uit het MOMA New York
- 2009: Roar China!, Masereel en de Avant-Garde in China
- 2010: Gustave Van de Woestyne
- 2010: Hareng Saur, Ensor en de Hedendaagse Kunst In samenwerking met het S.M.A.K.
- 2011: John Constable, Olieverfschetsen uit het Victoria and Albert Museum
- 2011: De wereld van Minne en Maeterlinck
- 2012: Ford Madox Brown, Traditie en vernieuwing bij de Engelse Prerafaëlieten.
- 2013: Belgische abstracte kunst en Europa
- 2014: Théodore Géricault
- 2015: Julia Margaret Cameron
- 2015: De Gouden Eeuw Revisited: Een curieuze collectie uit de Nederlanden
- 2016: Donas. De Belgische avant-gardiste
- 2016: Verhaeren Verbeeld. De schrijver-criticus en de kunst van zijn tijd (1881-1916)
- 2017: Ooggetuigen. Francisco Goya & Farideh Lashai
- 2017: Manufactories of Caring Space-Time
- 2017: Geta Brătescu: Een atelier voor jezelf
- 2017: Van Bosch tot Tuymans: een vitaal verhaal
- 2018: Medardo Rosso Pionier van de moderne sculptuur
- 2018: Op papier Tekeningen van Gentse kunstenaars uit de museumcollectie
- 2018: De dames van de barok. Vrouwelijke schilders in het Italië van de 16de en 17de eeuw
- 2020: Van Eyck. Een optische revolutie
- 2023: Theodoor Rombouts Virtuoos van het Vlaamse caravaggisme
- 2024: Alternatief Narratief

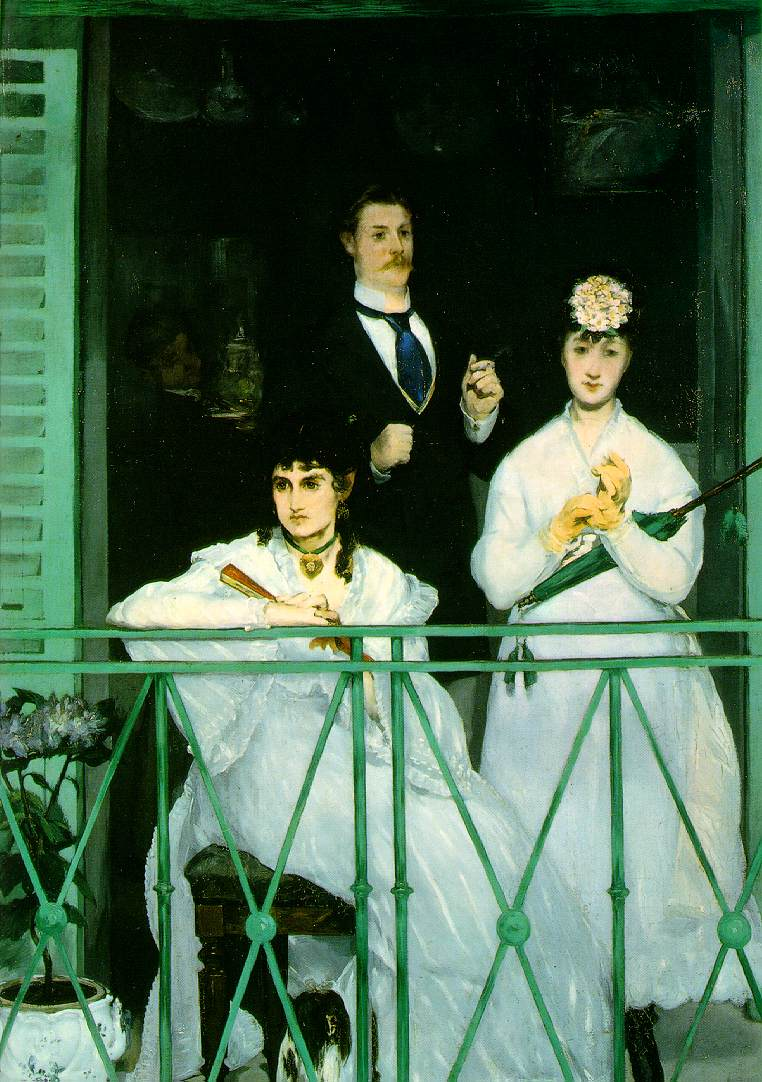
Parijs-Brussel Brussel-Parijs, 1997, Édouard Manet
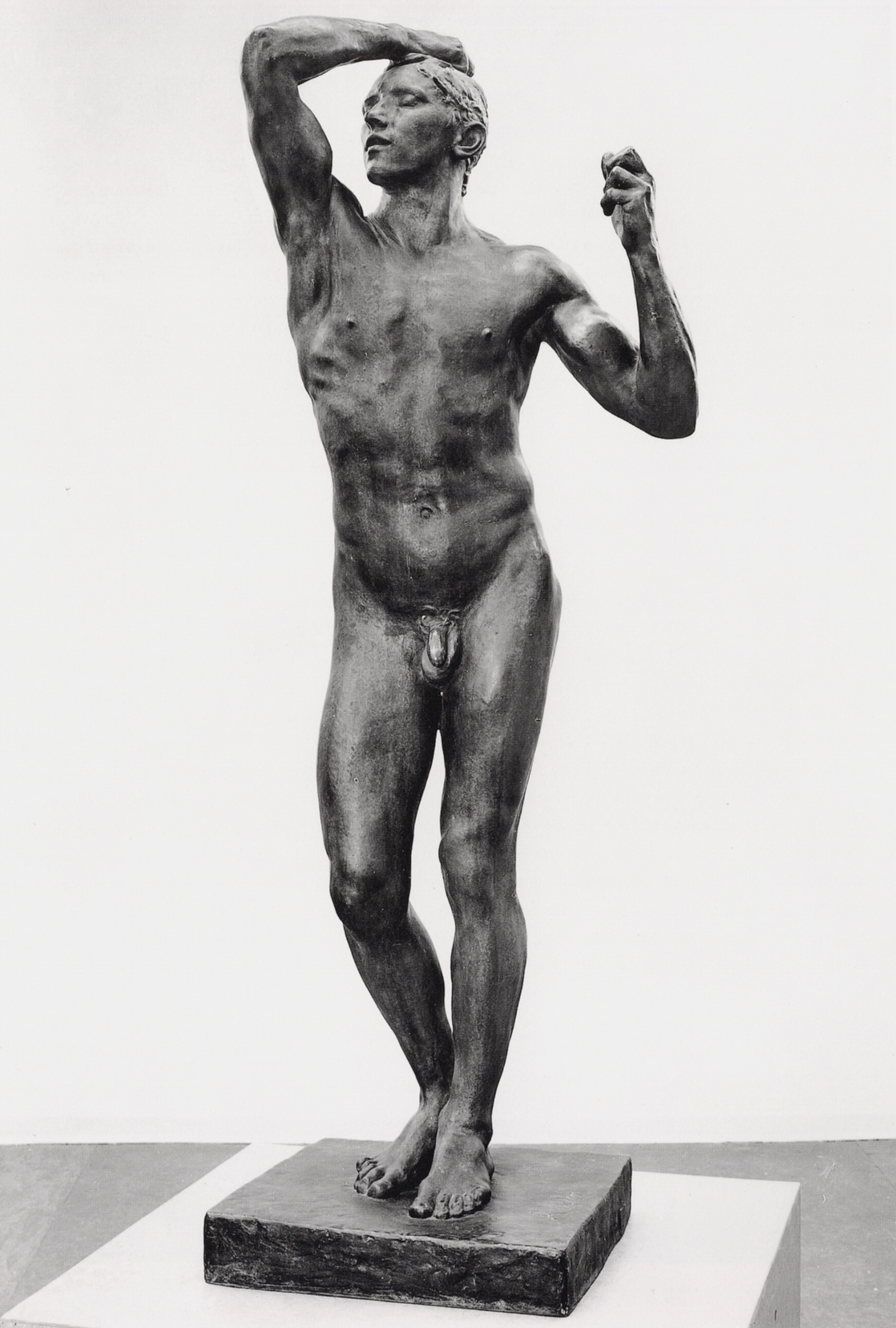
Parijs-Brussel Brussel-Parijs, 1997, Auguste Rodin
Parijs-Brussel Brussel-Parijs, 1997, Jean François Millet
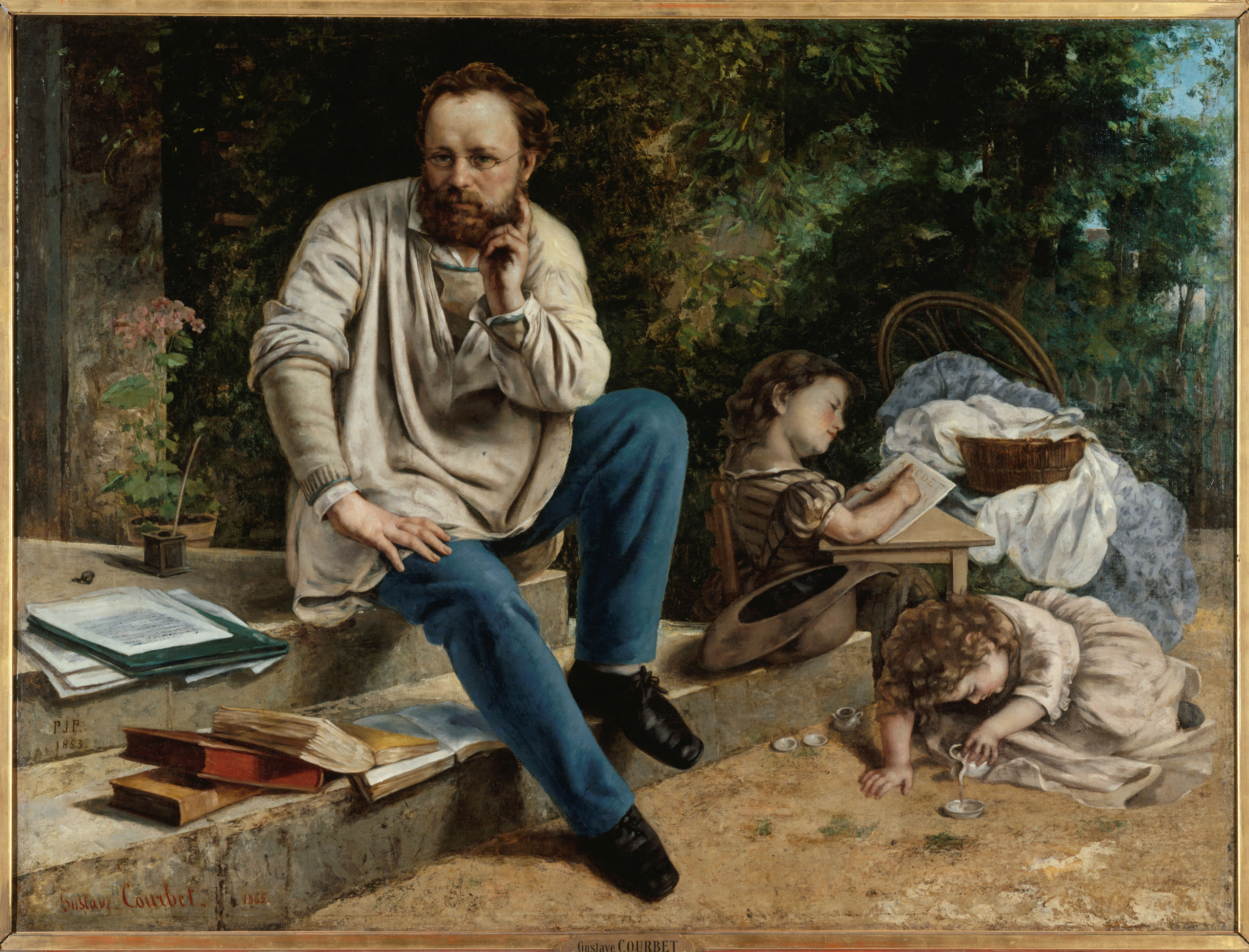
Parijs-Brussel Brussel-Parijs, 1997, Gustave Courbet
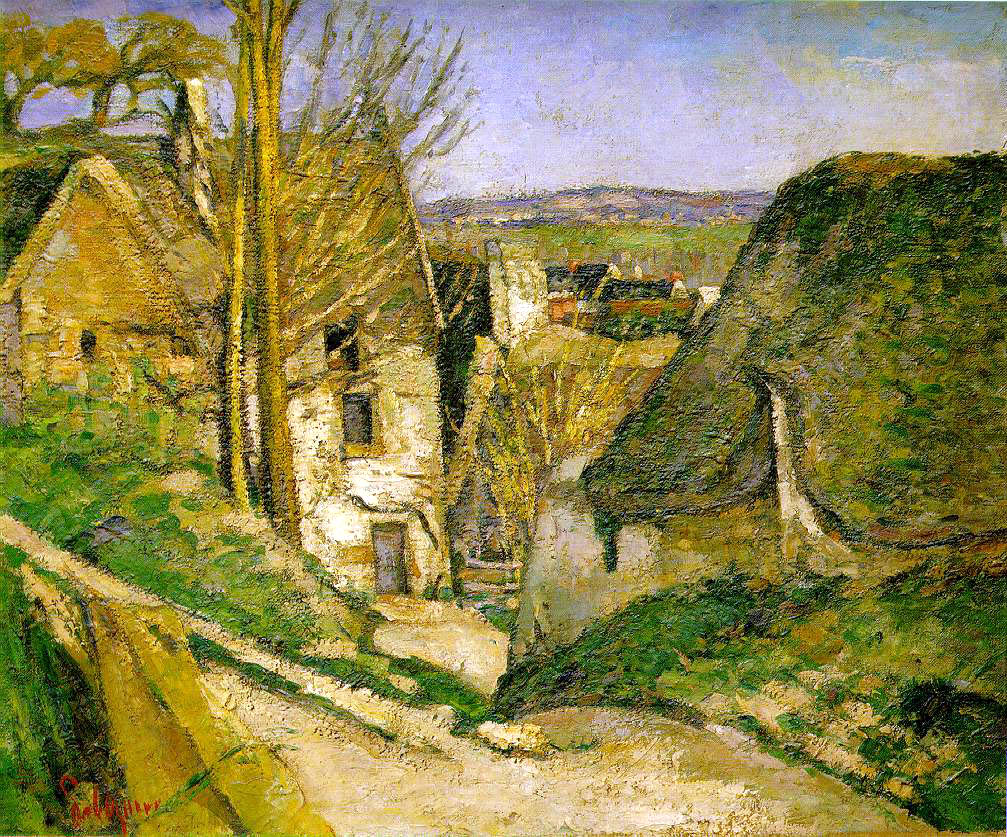
Parijs-Brussel Brussel-Parijs, 1997, Paul Cézanne
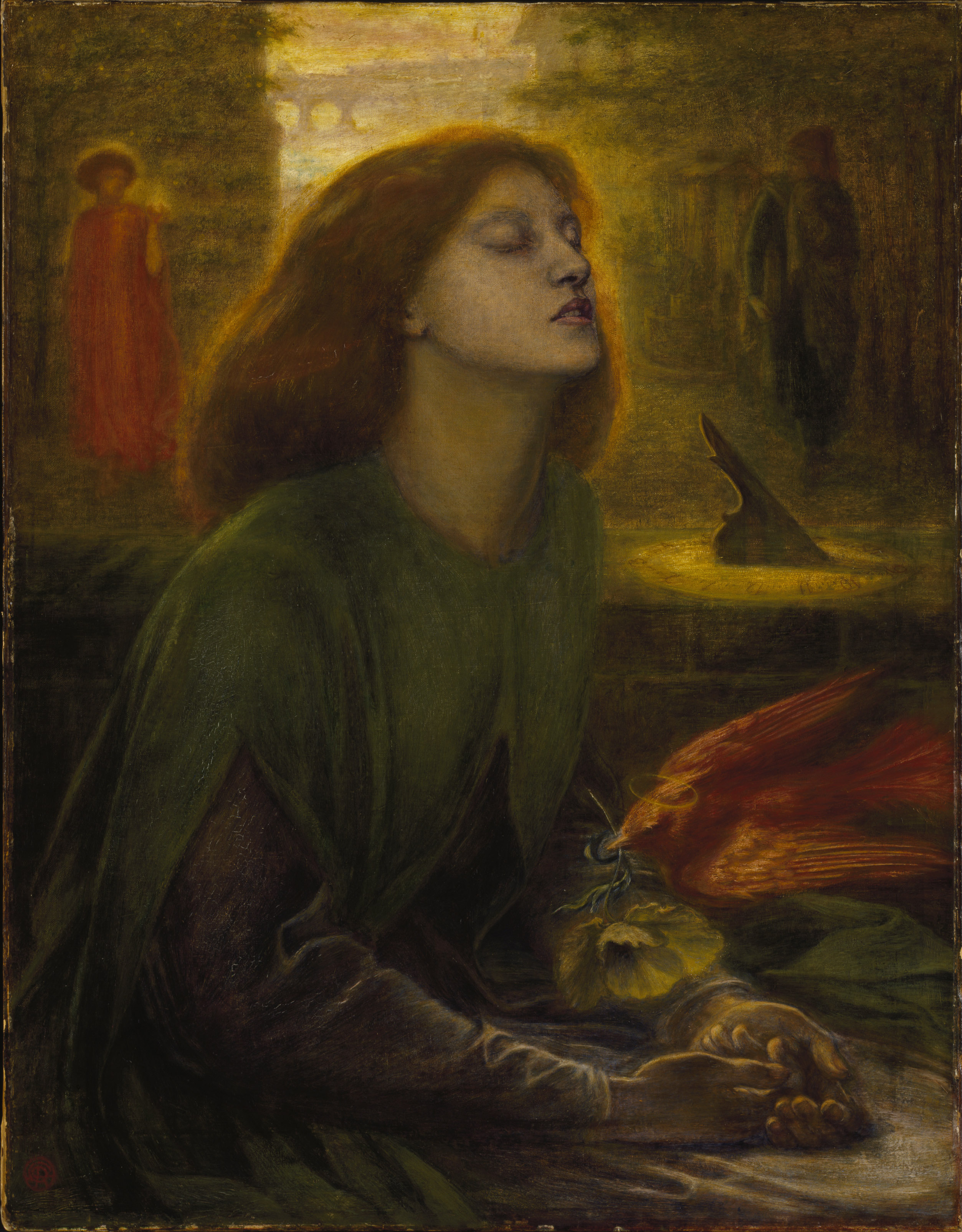
British Vision, 2007, Dante Gabriel Rossetti
British Vision, 2007, John Constable
British Vision, 2007, John Constable
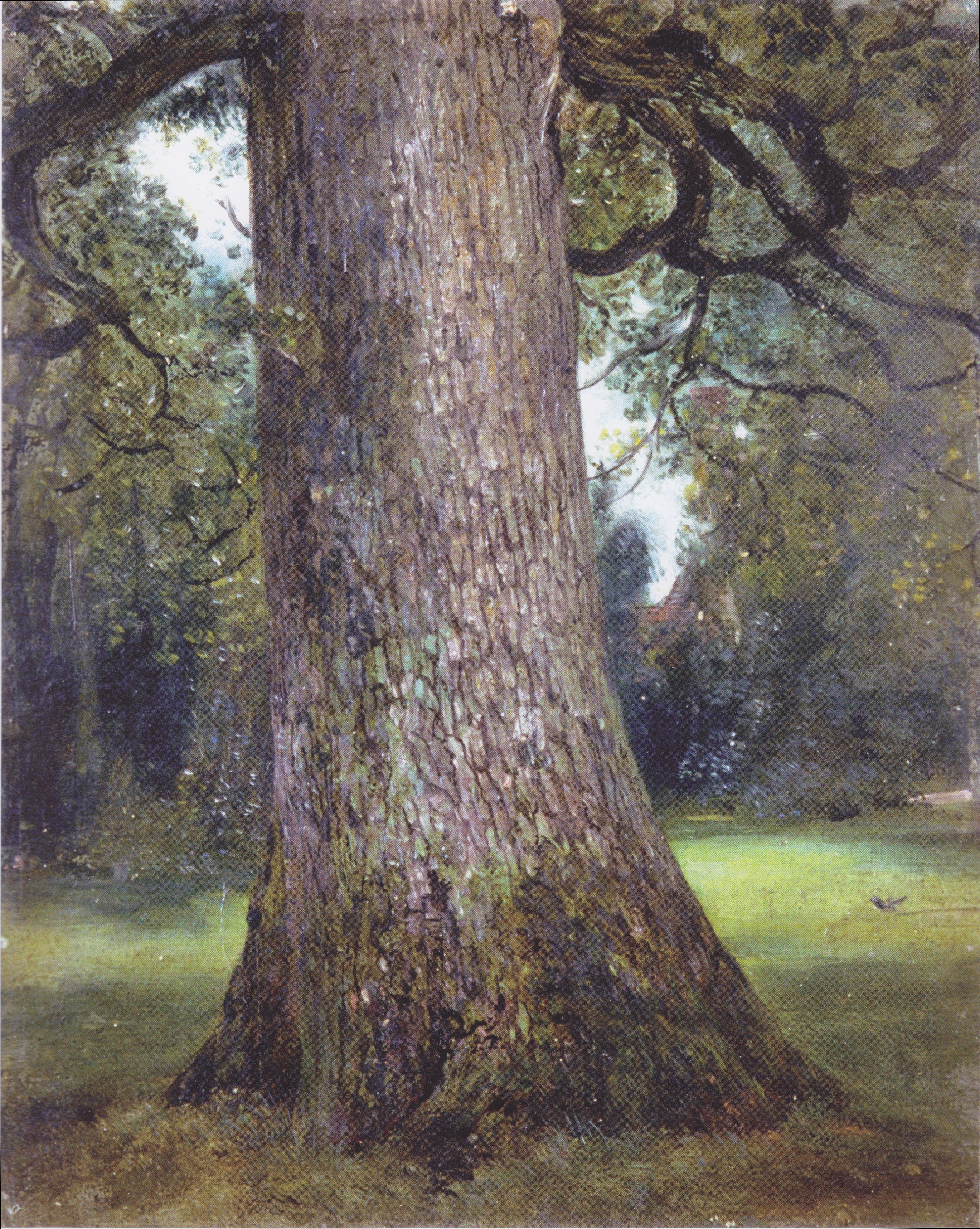
British Vision, 2007, John Constable
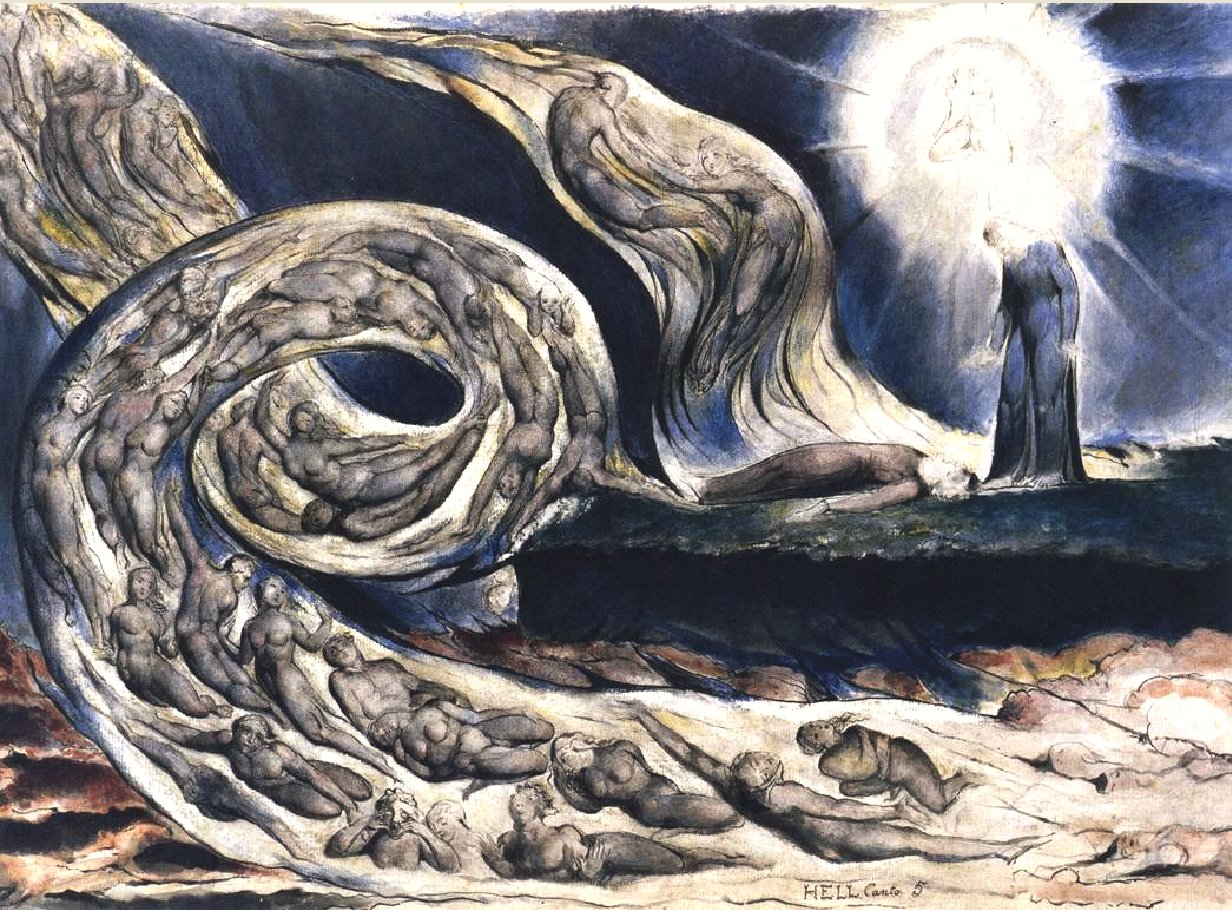
British Vision, 2007, William Blake
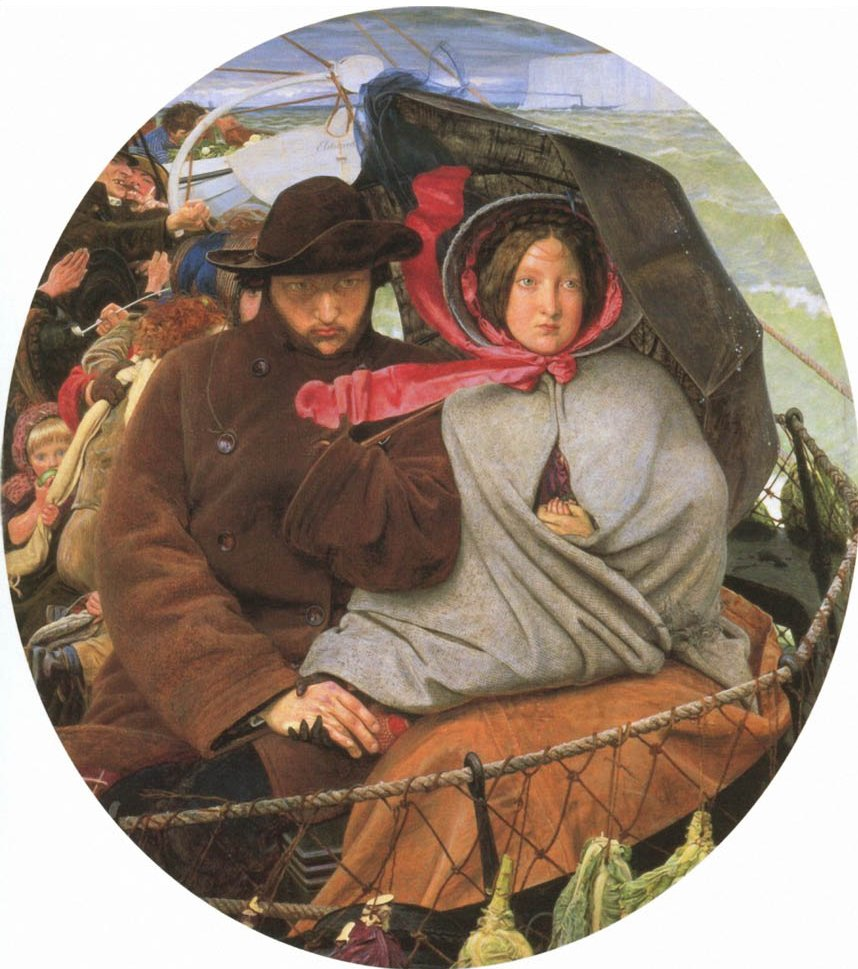
British Vision, 2007, Ford Madox Brown
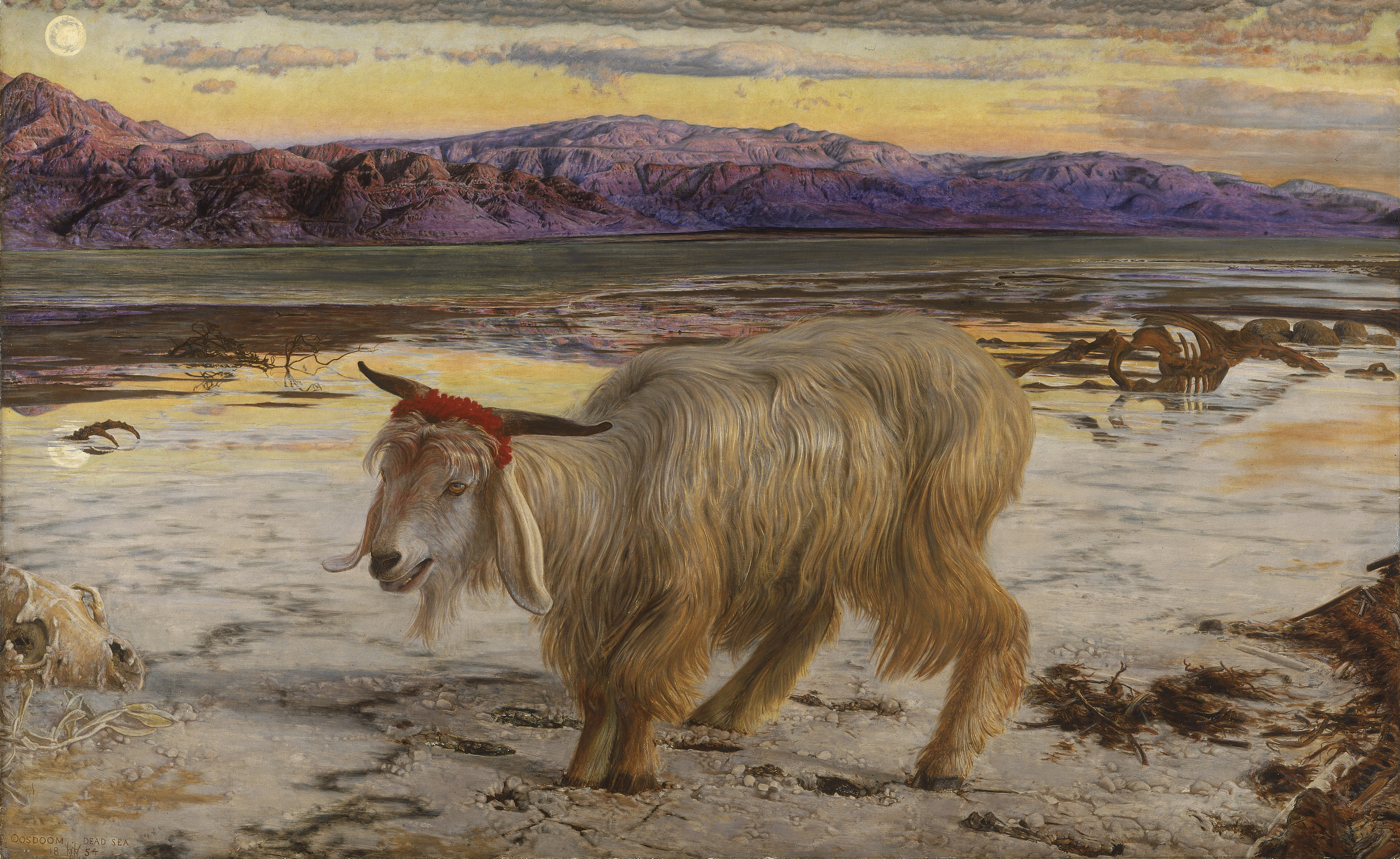
British Vision, 2007, William Holman Hunt
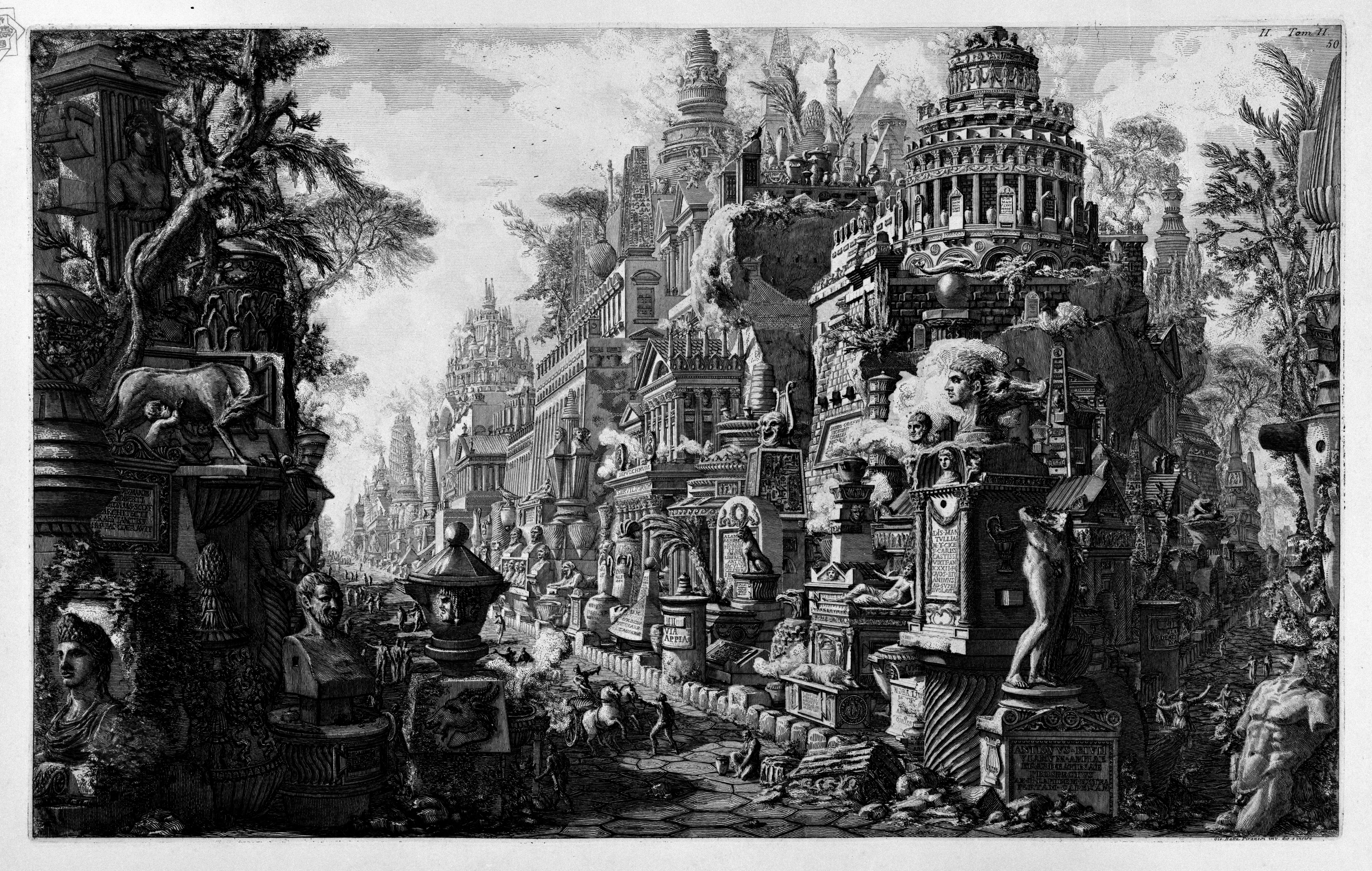
Piranesi, 2008, Giovanni Battista Piranesi
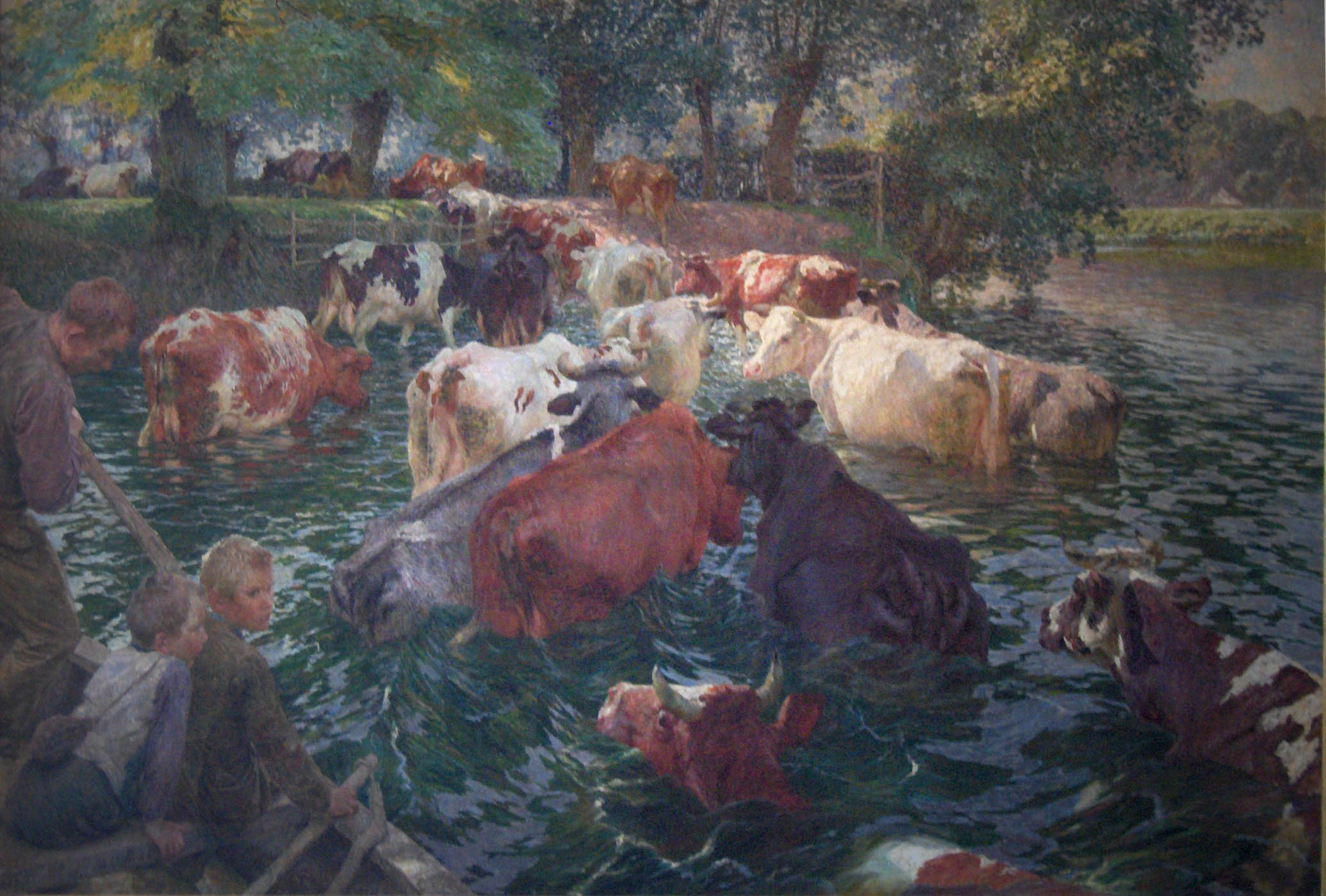
Emile Claus, 2009, Emile Claus
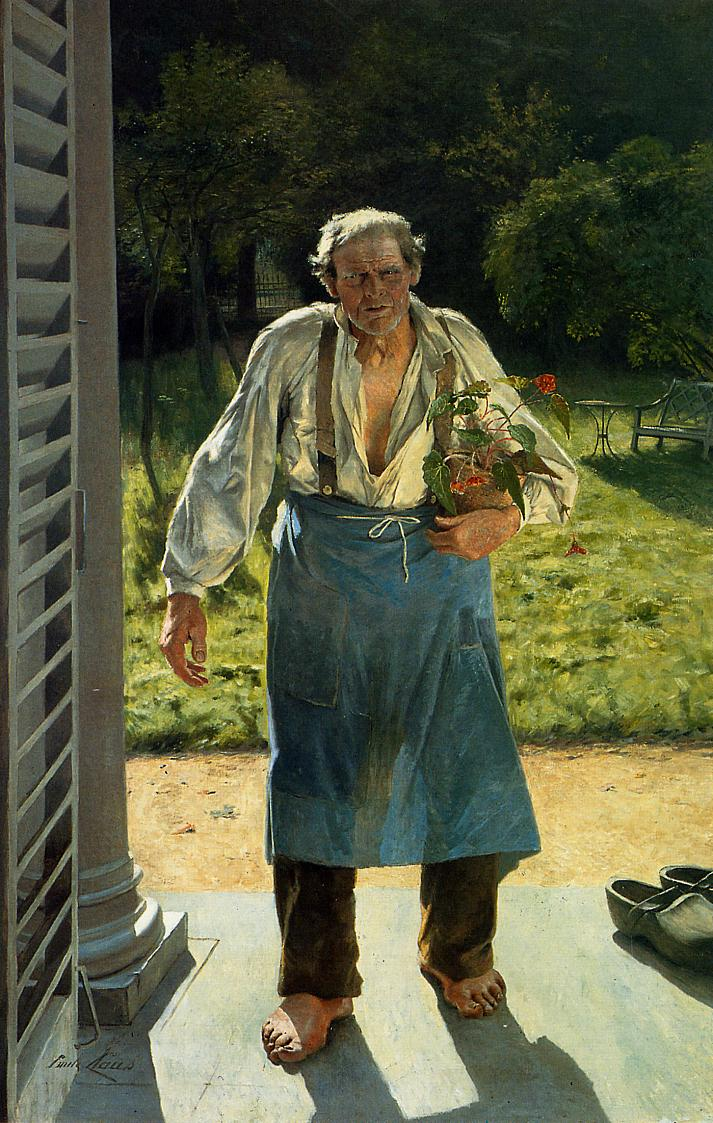
Emile Claus, 2009, Emile Claus
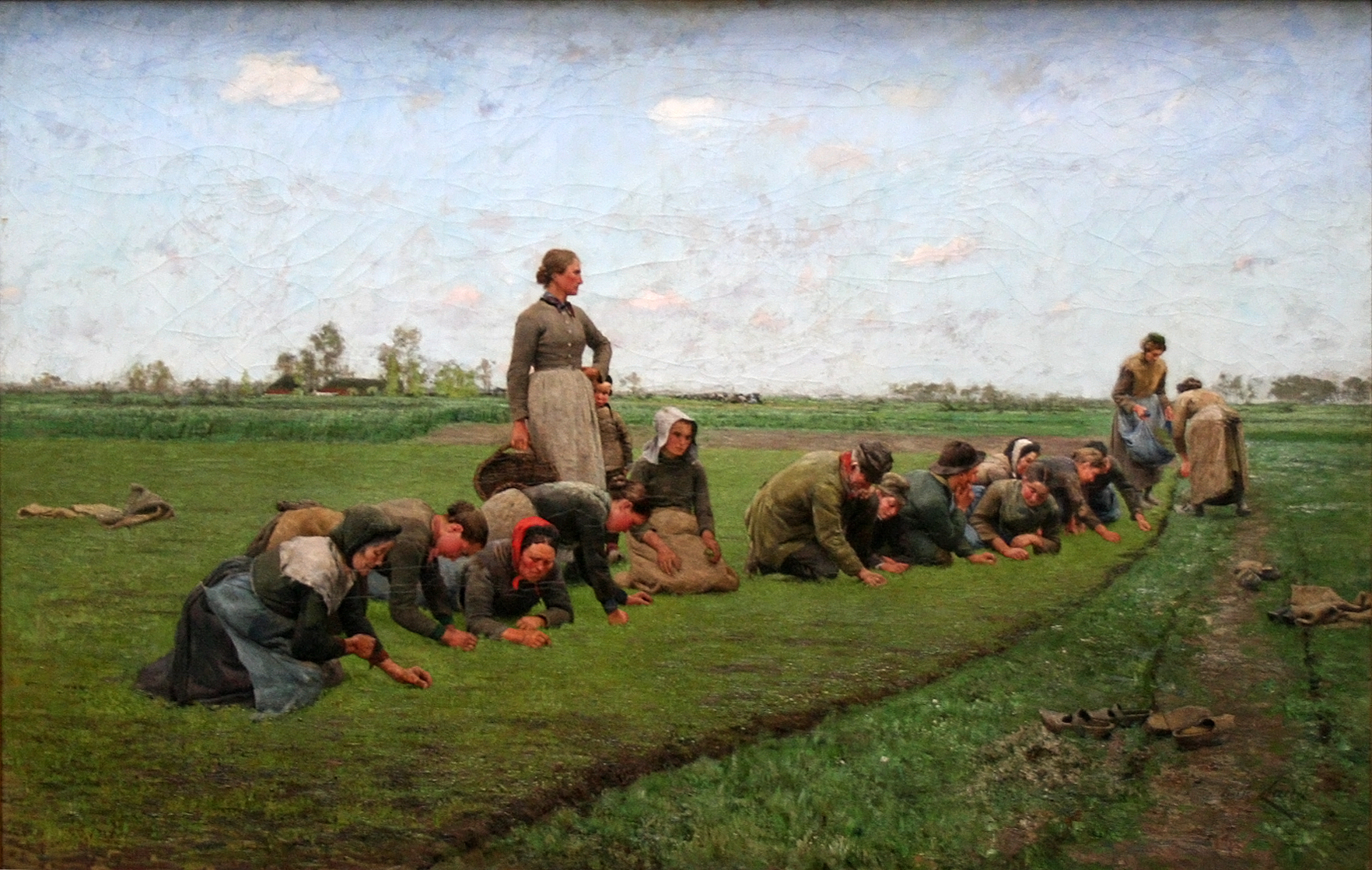
Emile Claus, 2009, Emile Claus
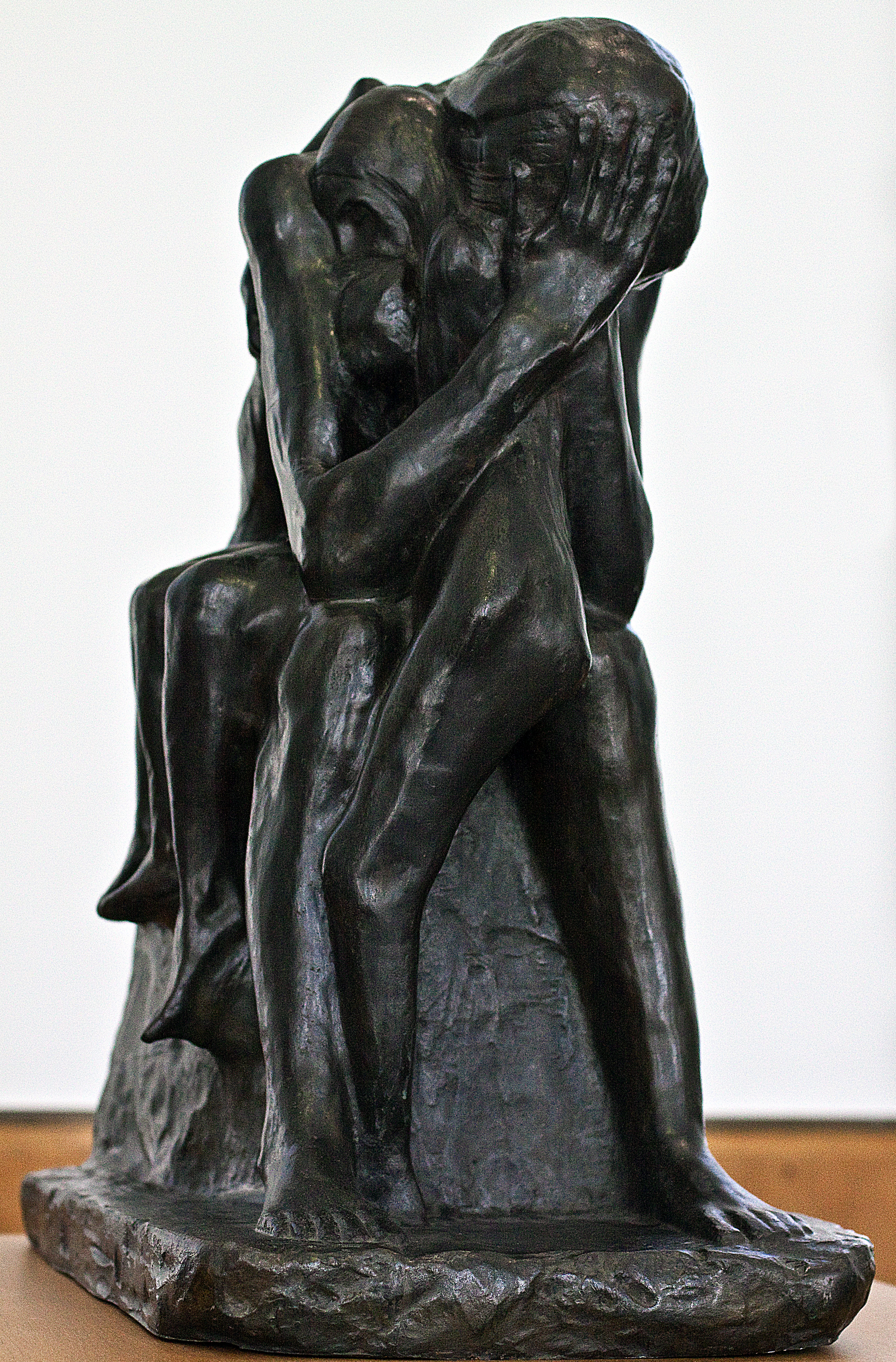
De wereld van Minne en Maeterlinck, 2011, George Minne
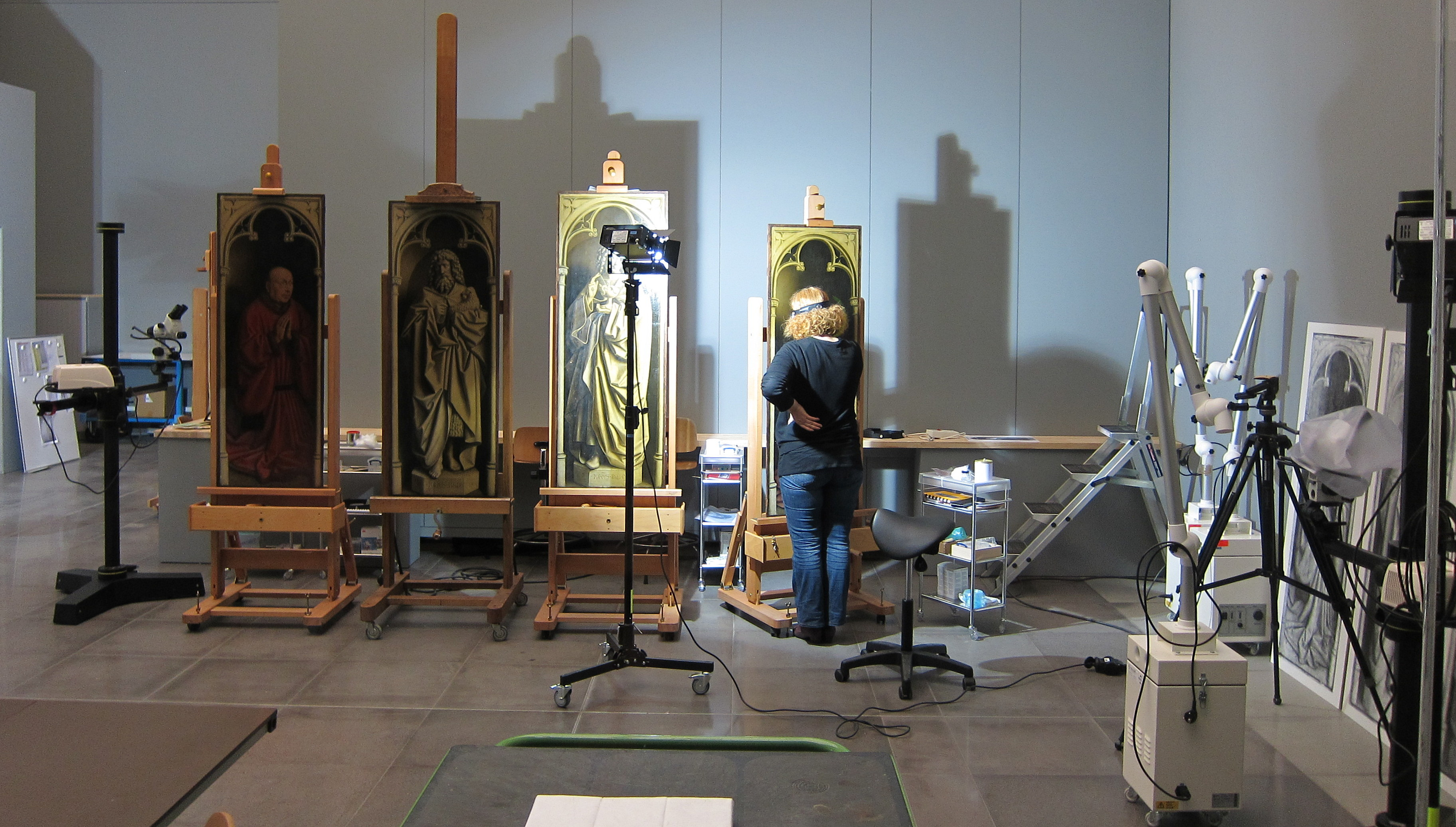
Restauratie van Het Lam Gods in het museum in 2012